# Tchoukotka
La Tchoukotka (russe : Чукотка), officiellement le district autonome de Tchoukotka, est un sujet fédéral de Russie. Elle a le statut de district autonome et son centre administratif est la ville d'Anadyr. Rosstat lui attribue le code 77, et son code d'immatriculation est 83. Les langues officielles sont le russe et le tchouktche. Les Tchouktches, les Yupiks sibériens, les Youkaguirs, les Koriaks, les Tchouvanes et Évènes sont natifs du territoire.
Sujet fédéral le plus oriental de Russie et région la plus orientale d'Eurasie, il est situé dans l'Extrême-Orient russe et partage une frontière avec la Iakoutie à l'ouest, l'oblast de Magadan au sud-ouest et le kraï du Kamtchatka au sud, ainsi qu'une frontière maritime sur le détroit de Béring avec l'État américain de l'Alaska à l'est. Son peuplement commence pendant l'âge de la pierre lorsque le pont terrestre de la Béringie existait, celui qui permit le premier peuplement de l'Amérique. La mer recouvre ensuite la région et les habitants changent leurs habitudes de chasses alors que les derniers mammouths disparaissent sur l'île Wrangel. Jusqu'au début du XVIIe siècle, plusieurs tribus vivent sur le territoire, avec les Tchouktches, les Yupiks sibériens, les Youkaguirs, les Koriaks, les Tchouvanes et Évènes. Au milieu du XVIIe siècle arrivent les premiers Russes, et Anadyrsk est fondée en 1652. La colonisation russe se révèle difficile, avec des conflits armés entre les autochtones et les Cosaques. En 1778, un traité de paix est signé et la région est annexée à l'Empire russe. La collectivisation forcée a lieu au début de la période soviétique, et pendant la Seconde Guerre mondiale, elle était une étape sur l'Aslib permettant la connexion aérienne entre les Alliés. En 1992, la région s'est séparée de l'oblast de Magadan, devenant un sujet de plein exercice.
En 2023, sa population s'élevait à 50 228 habitants, soit le deuxième district le moins peuplé derrière la Nénétsie, alors qu'il occupe la 7e superficie de Russie. Le principal secteur économique est l'exploitation minière et d'hydrocarbures, avec du pétrole, du gaz naturel, du charbon, de l'or et du tungstène entre autres, tandis que la construction et le secteur public génèrent une part importante de l'économie. Toutefois, la région reste très bien préservée, tant les activités humaines sont faibles. L'île Wrangel est inscrite au patrimoine mondial de l'humanité, et elle possède le parc national de Béringie ainsi que le cratère Elguyguytguyne parmi d'autres en aires protégées.

## Géographie

### Situation

Carte topographique de la Tchoukotka.

Couvrant une superficie de 721 481 km2, le district autonome est une fois et demie plus grand que la France métropolitaine. Le district est un des 89 sujets de la fédération de Russie, et se situe en Extrême-Orient russe, dans la région arctique. Il compose 4,2 % du territoire de la Russie et 11,7 % du district fédéral d'Extrême-Orient. La Tchoukotka est la région la plus orientale de Russie. La province borde à l'ouest la république de Sakha et au sud-ouest l'oblast de Magadan et le kraï du Kamtchatka (Koriakie).
La région est baignée par la mer de Sibérie orientale, la mer des Tchouktches et la mer de Béring et est séparée du continent américain par le détroit de Béring. De l'autre côté du détroit, se trouve l'Alaska des États-Unis. Ainsi, elle se trouve à la convergence des océans Arctique et Pacifique.

La Tchoukotka a pour point le plus méridional le cap Rubicon, au 62e parallèle nord, tandis que le point le plus septentrional est le cap Chelagski, au 70e parallèle nord. Sur la rive gauche du cours inférieur du fleuve Omolon se trouve le point le plus occidental au 158e méridien est. Le cap Dejnev est, au 170e méridien est, la pointe la plus orientale de la Tchoukotka, de la Russie et de toute l'Eurasie. La majeure partie du territoire est située dans l'hémisphère oriental, et le reste dans l'hémisphère occidental. Environ la moitié de son territoire se situe au-delà du cercle polaire arctique.

Paysages de Tchoukotka :
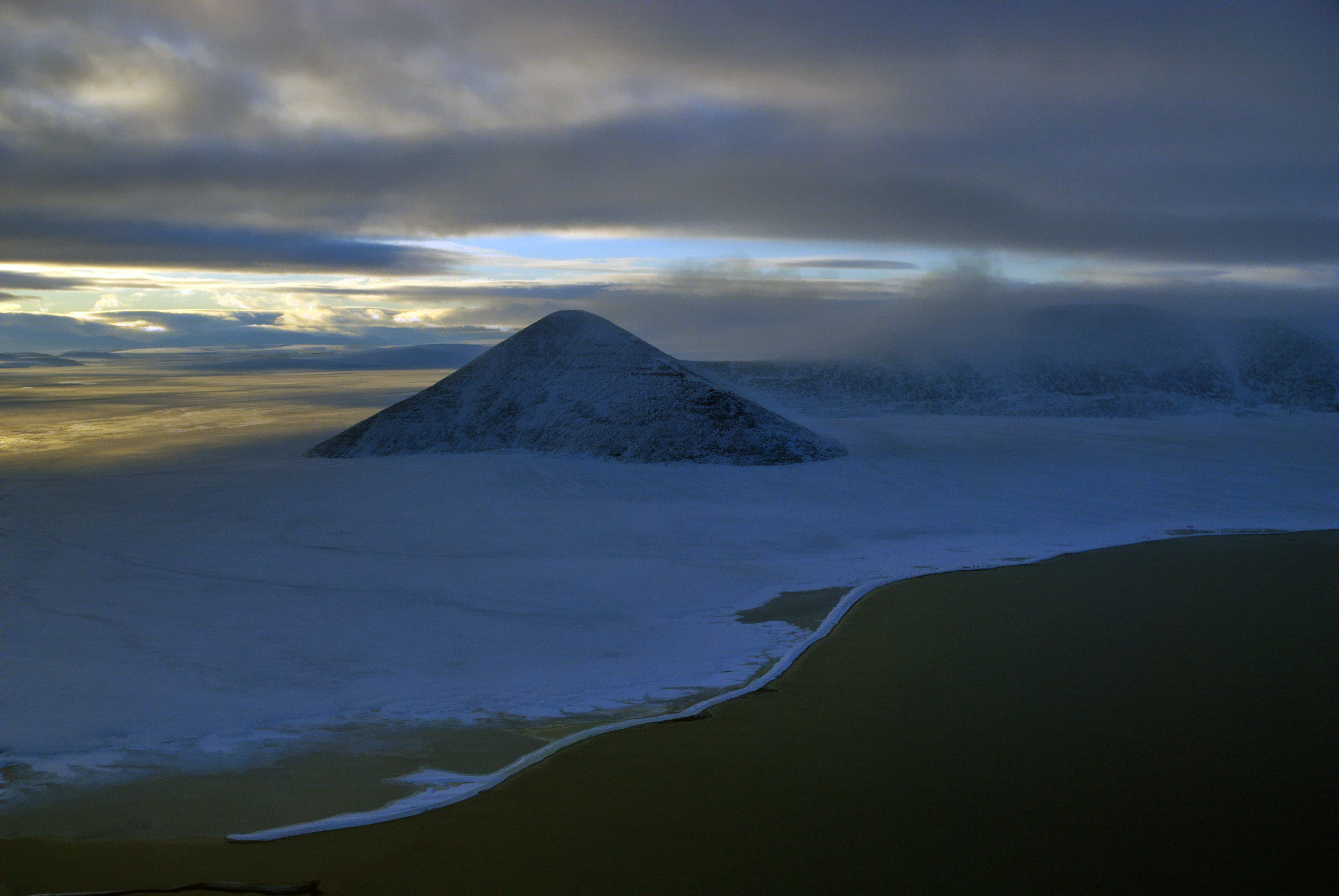
Île Wrangel.
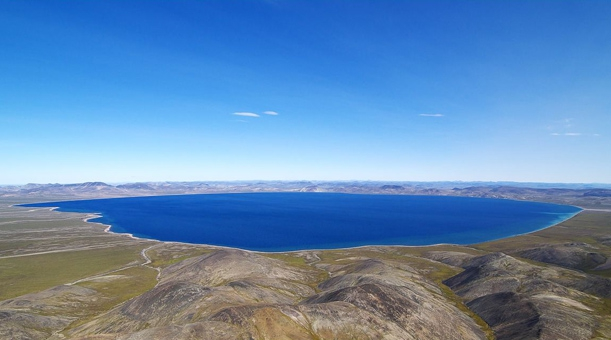
Lac El'guyguytguyne.
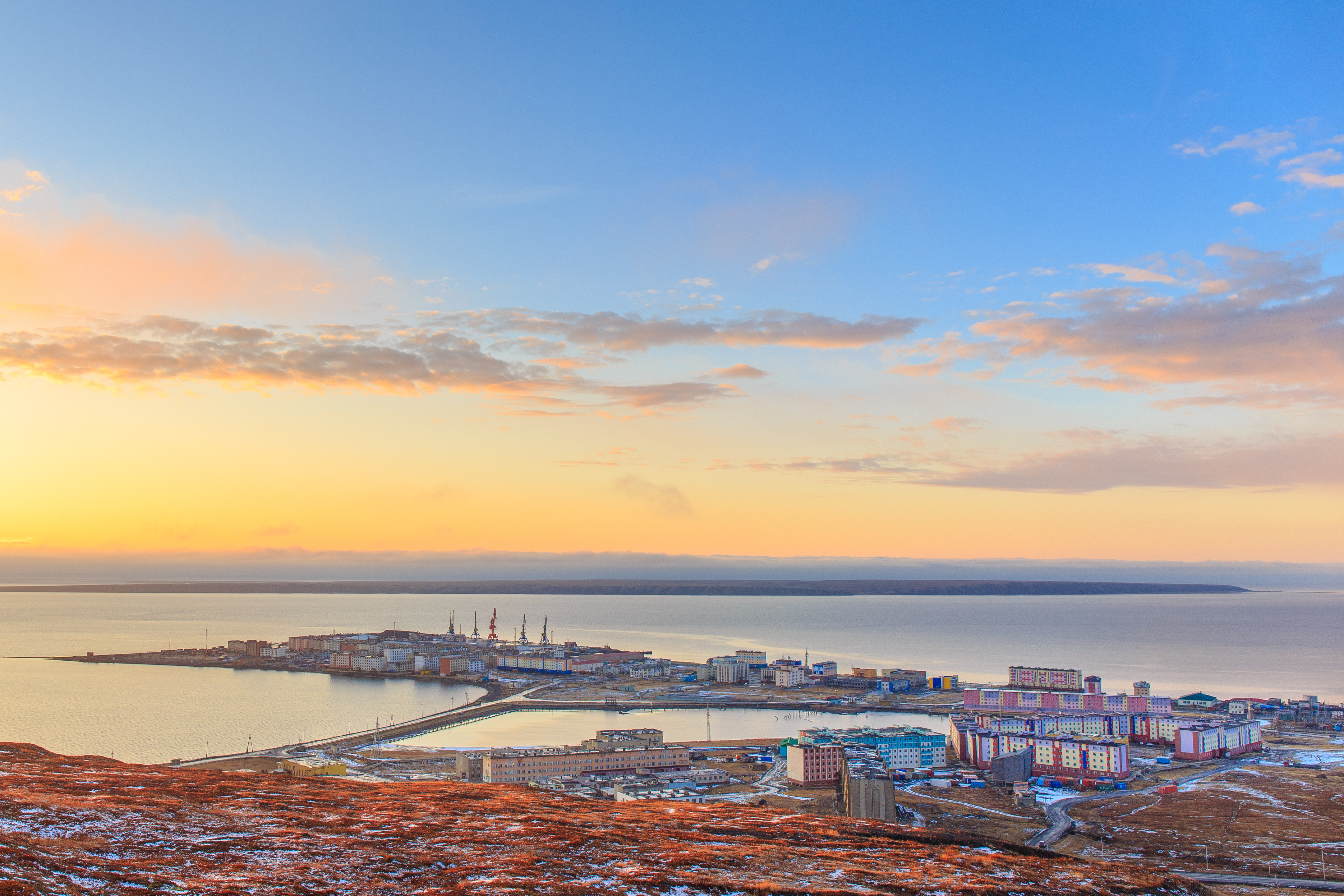
Port de Pevek depuis la colline Paakinaï.
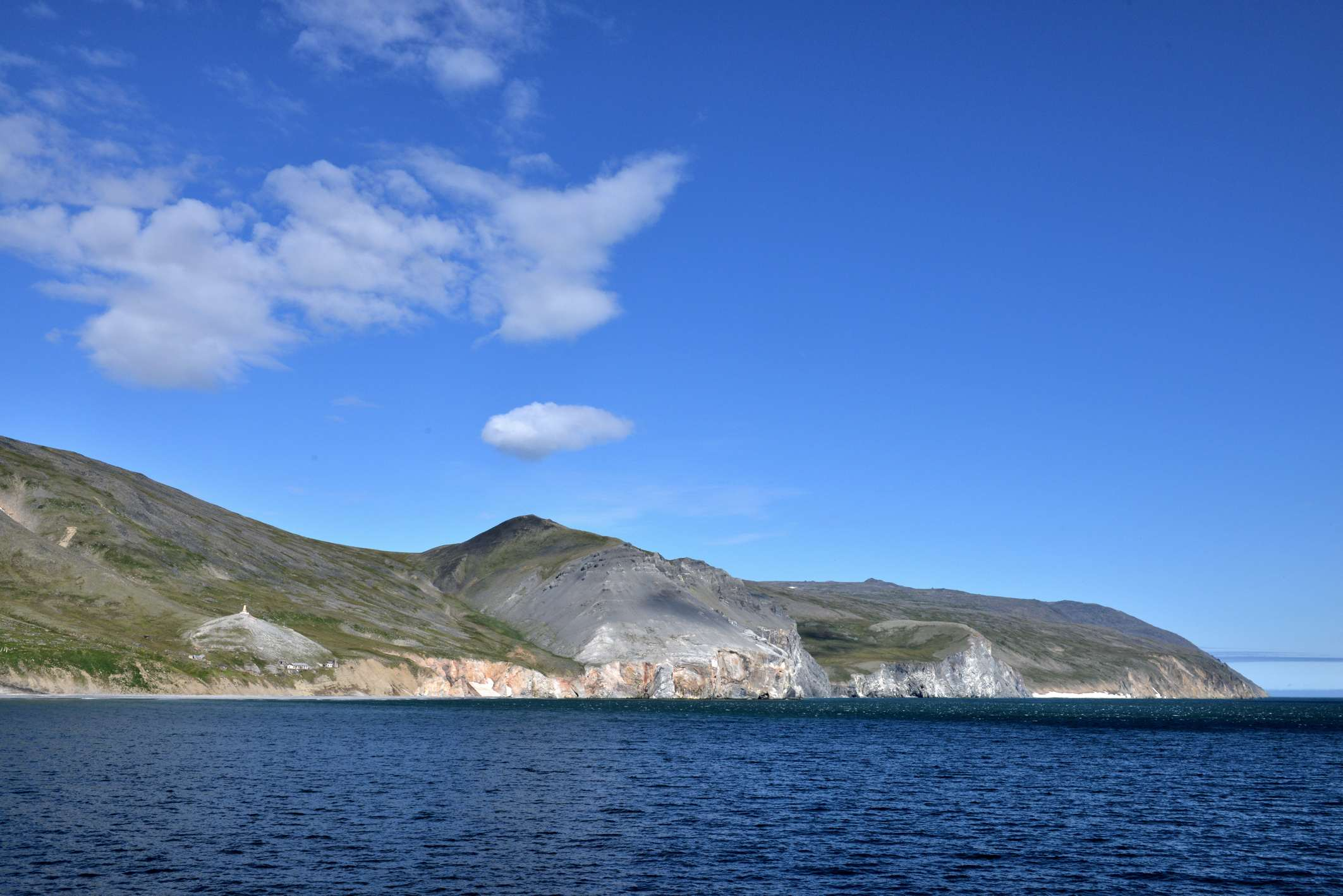
Cap Dejnev.

### Hydrographie
Le lac d'El'gygytgyn est situé dans le centre de la Tchoukotka.

### Climat

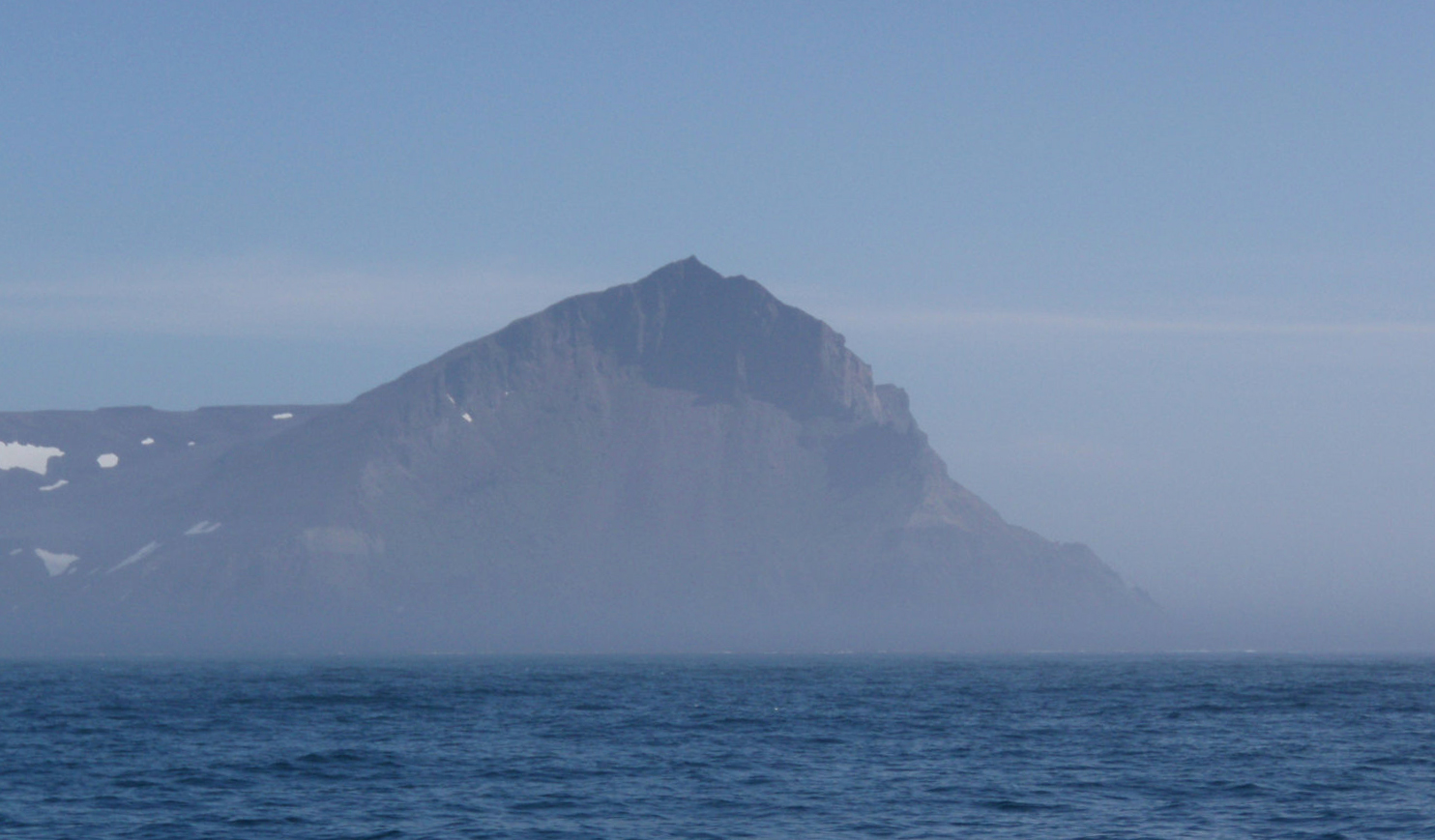
Le cap Navarine.

Les températures varient de −35 à −15 °C en janvier et de +5 à +14 °C en juillet avec beaucoup de vent sur les côtes et peu de précipitations (200 à 400 mm par an). La période végétative est courte, seulement 80 à 100 jours par an.
De nombreux records climatiques ont été enregistrés en Tchoukotka : heures d'ensoleillement minimales, bilan radiatif le plus bas pour ces latitudes, vitesse annuelle moyenne maximale du vent et fréquence des ouragans et des tempêtes en Russie (cap Navarine).

## Urbanisme

### Voies de communication et transports

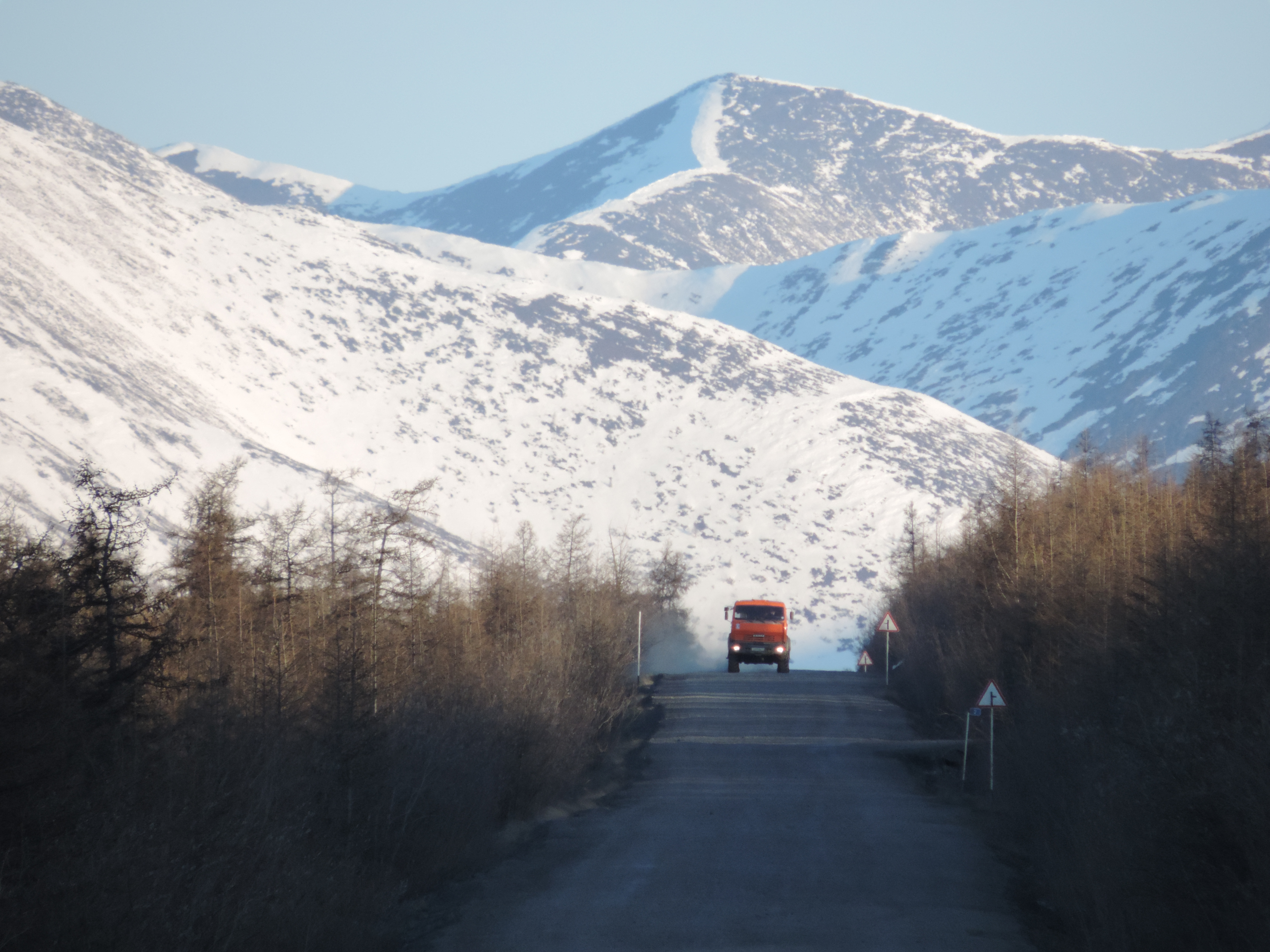
Route dans le raïon de Bilibino.

Fin 2022, selon Rosstat, la longueur totale des voies publiques dans le district est de 2 251,6 km, dont 23,5 km de routes d'importance fédérale, 1 909,7 km de routes d'importance régionale et 318,4 km de routes d'importance locale. La longueur des routes à revêtement dur est de 926,6 km (41,2 % du total), tandis que la densité des voies publiques est de 1,3 km / 10 000 km dans l'oblast. Le district ne possède aucune voie ferrée.
Le plus grand projet dans le domaine du développement des infrastructures de transport est la construction de la route d'Anadyr, censée reliée à terme la R504 par Omsouktchan et Omolon à Anadyr, avec des auxiliaires vers Bilibino et Egvekinot. D'une longueur totale de 2 300 km et d'un coût estimé en 2018 de plus de 150 milliards de roubles, elle permettra, une fois achevée, de désenclaver la région, pour l'instant non-reliée au réseau routier russe.
Pour déplacer les ressources, les huit ports maritimes de Tchoukotka jouent un rôle essentiel. Ces ports sont ceux d'Anadyr, de Beringovski, d'Egvekinot, de Lavrentia, de Zeliony Mys, de Providenia, de Mys Shmidta et de Pevek. Ces ports sont situés sur la route maritime du Nord, et permettent d'exporter les ressources des mineurs de la région.

### Répartition des terres
La répartition des terres selon le rapport d'État « Sur l'état et la protection de l'environnement de la fédération de Russie en 2022 » du ministère des ressources naturelles et de l'environnement russe est, selon les catégories du code foncier russe, la suivante:
| Répartition                                  | 2022 (km2) | 2022 (%) |
| -------------------------------------------- | ---------- | -------- |
| Terres agricoles                             | 393 485    | 54,5     |
| Terres des localités                         | 463        | 0,1      |
| Terres d'industrie et autres fins spéciales  | 1 827      | 0,2      |
| Terres de territoires et des objets protégés | 7 956      | 1,1      |
| Terres du fonds forestier                    | 276 206    | 38,3     |
| Terres du fonds aquatique                    | 0          | 0,0      |
| Terres de réserve                            | 41 547     | 5,8      |
| Total                                        | 721 481    | 100      |

## Histoire

### Âge de la pierre

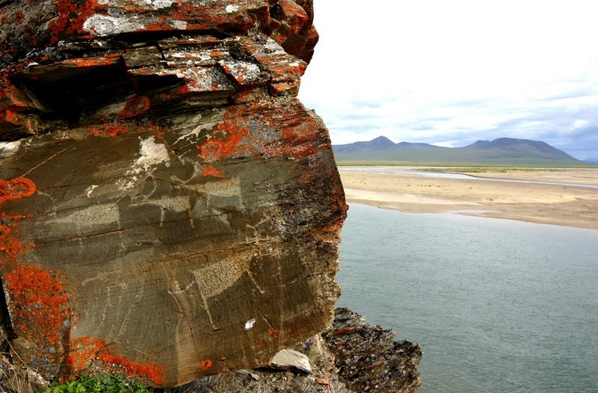
Pétroglyphes de Pegtymel.

Les premiers habitants arrivent dans la Tchoukotka durant l'âge de la pierre en provenance d'Asie centrale et orientale. À cette époque, la mer n'a pas encore séparé l'Alaska de la Sibérie et une région aujourd'hui engloutie, la Béringie, unit les deux continents. La mer la recouvre il y a environ 10 000 ans. C'est à cette période que le climat commence à se réchauffer et que les habitants doivent passer de la chasse aux mammouths à l'élevage du renne et à la chasse aux mammifères marins. Les restes de nombreux anciens camps ont été retrouvés.
Avant l'arrivée des colons russes au début du XVIIe siècle, les Tchouktches et les Yupiks sibériens vivent sur les côtes, tandis que l'intérieur des terres — essentiellement le long des rivières — est peuplé par les Youkaguirs et que les Koriaks habitent sur la côte sud-est. D'autres peuples — Tchouvanes et Évènes — vivent également dans la région.

### La conquête russe

#### Premiers contacts et explorations
Au cours de la seconde moitié du XVIe siècle, les Russes s'étendent vers l'est avec les campagnes d'Ermak Timofeïévitch. La colonisation continue au siècle suivant, les Russes atteignant la Léna en 1632, où ils fondent l'ostrog de Iakoutsk. Les Tchouktches sont pour la première fois mentionnés en 1641-1642, lorsqu'ils résistent aux collecteurs du iassak sur la rivière Alazéïa. Malgré les nombreuses tentatives de leur faire payer l'impôt, les Russes restent en échec. Contrairement aux autres peuples sibériens, les Tchouktches n'ont pas de zibelines, mais de l'ivoire de morse. Les Russes facilitent alors la levée du iassak en le transformant en une sorte de troc. En échange de tabac, tissus, objets en cuivre, les Tchouktches payent l'impôt, avec des défenses de morse ou des fourrures. Les collecteurs prennent aussi en otage des Tchouktches pour forcer le payement du iassak. Vers ce moment-là apparaît le fer en Tchoukotka, et par la suite, des foires sont organisées entre Tchouktches et Russes.

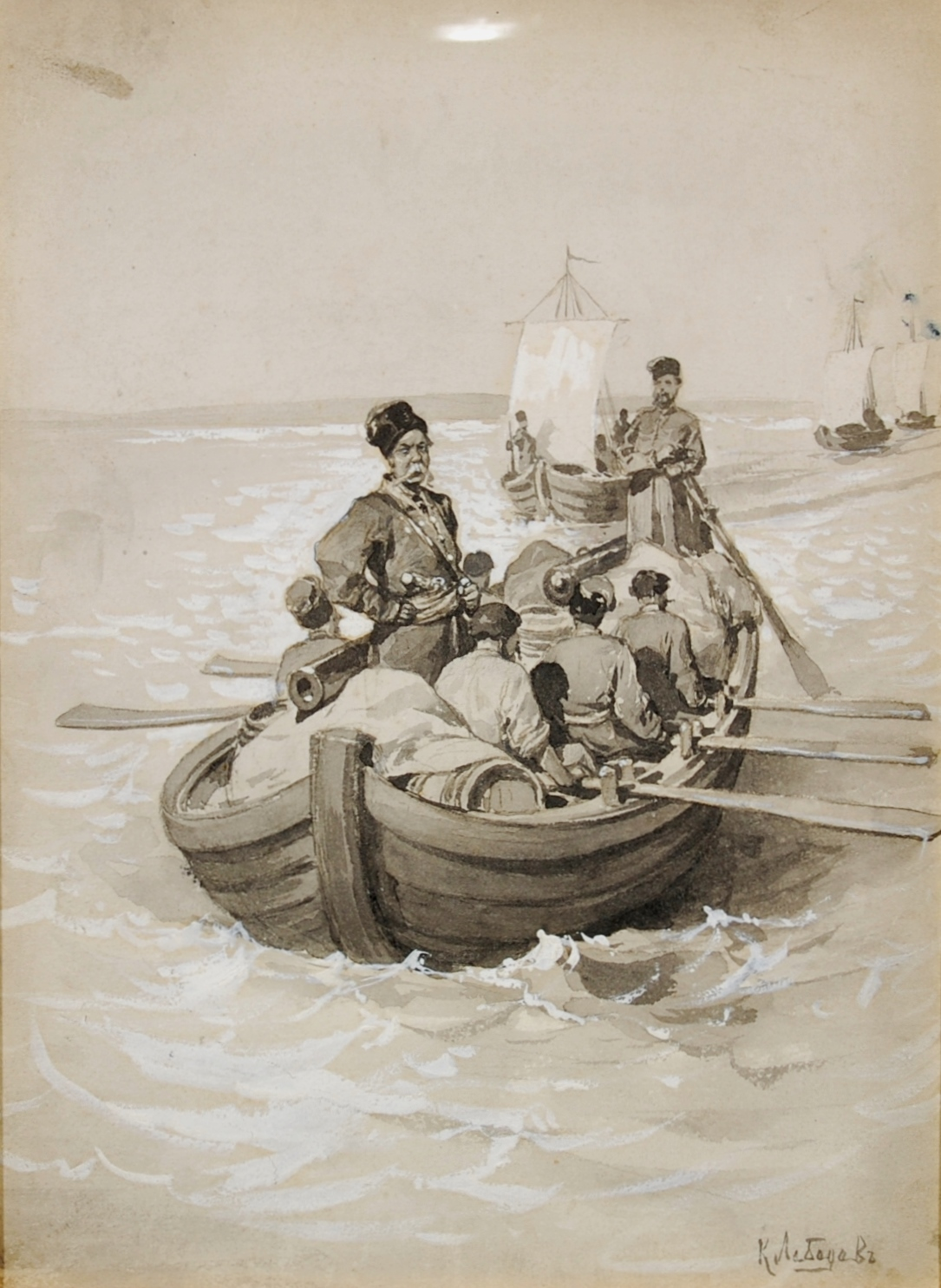
L'Expédition de Semion Dejnev par Klavdi Lebedev, 1884.

En 1644, les cosaques atteignent le fleuve Kolyma et Mikhaïl Stadoukhine, le chef de l'expédition, donne une description des Tchouktches. À la fin des années 1640, Simon Dejnev mène plusieurs expéditions à l'est de la Kolyma. La forteresse d'Anadyr, l'actuelle capitale de la Tchoukotka, est fondée en 1652 comme ostrog. La forteresse est menacée d'abandon jusqu'à la découverte du Kamtchatka, à la fin du siècle. Anadyr devient alors la base de départ des expéditions vers cette région.

#### Conflits militaires
En 1725, Pierre le Grand envoie Vitus Béring en exploration au Kamtchatka et, dans le même temps, envoie une expédition militaire pour soumettre les Tchouktches. Le 14 mai 1730 (25 mai dans le calendrier grégorien), Afanassi Chestakov et son équipage, accompagné d'Evènes, Koriaks et Iakoutes, débarquent sur la côte après le naufrage de leur embarcation. Ils se heurtent alors à un détachement tchoutkche qui les anéantit lors de la bataille de l'Iegatch,.
Les découpages administratifs avaient rattaché la Tchoukotka à Iakoutsk au XVIIe siècle. Mais au XVIIe siècle, elle est rattachée à Tobolsk, la capitale du gouvernement de Sibérie. Selon les époques, Irkoutsk, Okhotsk et le Kamtchatka servent de relais vers la Tchoutkotka. Les administrateurs locaux, éloignés des grandes villes, agissent sans aucune modération, devenant tout-puissant et abusant de leur autorité. Grigori Skoriakov-Pissarev, nommé chef d'Okhotsk en 1731 par le Sénat dirigeant, lève le iassak pour en garder une partie importante pour lui-même, en spoliant les populations. Le 10 août 1731, un oukase impérial conseille de ne pas faire la guerre aux Tchoutkches et aux autres peuples de la région.

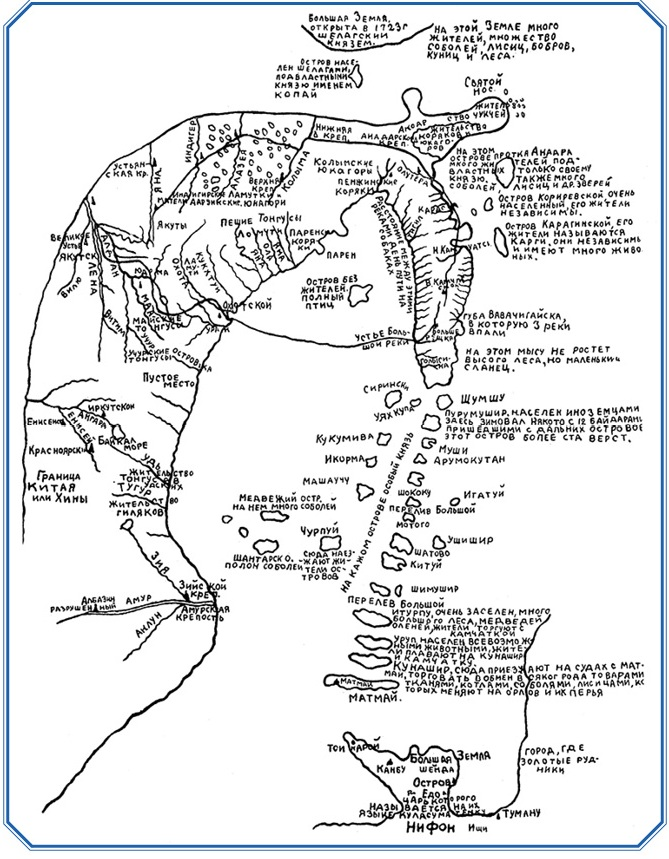
Carte de l'Extrême-Orient, établie sur ordre de Chestakov (1732)/

Il faut attendre février 1731 pour qu'un détachement de cosaques, accompagné de troupes auxiliaires de Koriaks et Youkaguirs, parvienne à vaincre la résistance tchouktche. Une partie de ces derniers accepte alors de payer le tribut à l'Empire russe. Pavloutski, qui dirige cette première campagne victorieuse, libère 42 prisonniers Koriaks et deux Russes, ainsi que les armes enlevées à Chestakov en 1730.
Le 14 mars 1747, toutefois, un détachement russe qui doit soumettre l'ensemble des Tchouktches est à nouveau battu lors de la bataille de la rivière Orlova. Ces deux dernières attaques ont été menées par l'ancien adjoint de Chestakov, le major Dmitri Pavloutski, qui est tué lors de la deuxième. Ce dernier avait eu le temps d'acquérir une réputation de grande cruauté parmi les Tchouktches.

### Sous l'Empire russe

#### Annexion et accords
Constatant les échecs de 1730 et de 1747, Saint-Pétersbourg décide de changer de tactique, en établissant des rapports de confiance avec les populations locales. C'est ainsi qu'au cours de l'hiver 1755, le commandant Chmalev rencontre deux envoyés tchouktches à Anadyrsk. Les Tchouktches acceptent lors de cette rencontre de devenir sujets du tsar, et ainsi de payer le iassak, à raison d'un renard roux par individu et par an. Dès ce moment, les relations s'améliorent, et l'ostrog d'Anadyr, qui perd de l'importance, est évacué et détruit en 1771,.
En 1778, le commandant Chmalev et les Tchouktches signent un traité de paix, même si les Tchouktches continuent les escarmouches avec leurs voisins koriaks au sujet des troupeaux de rennes et des pâturages. Le 11 octobre 1779, l'impératrice Catherine II ordonne que le iassak ne soit pas levé pendant dix ans chez les Tchouktches, à la condition qu'ils vivent en paix avec les Koriaks. Selon le code des lois, les Tchouktches ne subissent pas de quota ni de taxe sur leur commerce, et le montant du iassak sera déterminé par les Tchouktches eux-mêmes. Saint-Pétersbourg établit de plus une direction administrative locale dirigée par un Tchouktche afin de s'assurer de leur soutien. Néanmoins, les Russes n'arrivent pas à les assujettir, le succès étant que relatif. Seuls les Tchouktches de la Kolyma versent le iassak.

#### DuXIXeau début duXXesiècle
Entre 1821 et 1825, Ferdinand von Wrangel et Fiodor Matiouchkine entreprennent une expédition d'exploration sur les côtes de Sibérie orientale et le long de certaines rivières. L'île Wrangel porte désormais le nom du premier d'entre eux. En 1828, c'est au tour de l'expédition de Friedrich von Lütke (1826-1829) d'explorer la région.
Les Russes apportent le christianisme orthodoxe dans la région, mais la conversion, qui avait commencé au début du XIXe siècle, est dans l'ensemble un échec. Les autochtones se convertissent afin de recevoir des cadeaux, comme du tabac, un couteau ou une bourse. Les Européens amènent aussi l'alcool en Tchoukotka, que Vladimir Bogoraz dénonce comme faisant des ravages. Pour ce dernier, l'alcool apporté tant depuis la Kolyma que depuis l'Alaska freine le développement de la région et entraîne l'extinction des tribus locales. Par ailleurs, un impôt noir existe à la fin du XIXe siècle selon Vladimir Bogoraz, que lèvent les fonctionnaires de l'Empire pour eux-mêmes.
Après la vente de l'Alaska aux États-Unis, en 1867, des Américains commencent à venir en Tchoukotka pour chasser et commercer avec les indigènes. Les Russes ne tardent pas à réagir et mettent en place, en 1883, des patrouilles côtières chargées d'arrêter les navires américains et de confisquer leurs biens. Le 9 juillet 1888, la région administrative d'Anadyr est créée, dépendant de l'oblast de Primorié, et, en 1909, deux ouïezds sont créés au sein de cette région : l'ouïezd d'Anadyr et celui de Tchoukotka.
Ainsi, au début du XXe siècle, la Tchoukotka vit de l'élevage, de la pêche, de la cueillette et de la chasse, avec de plus un petit secteur commercial. Les autochtones conservent leur mode de vie, croyances et leur langue, tandis que la présence russe reste superficielle.

### Période soviétique

#### Des années 1920 à 1941

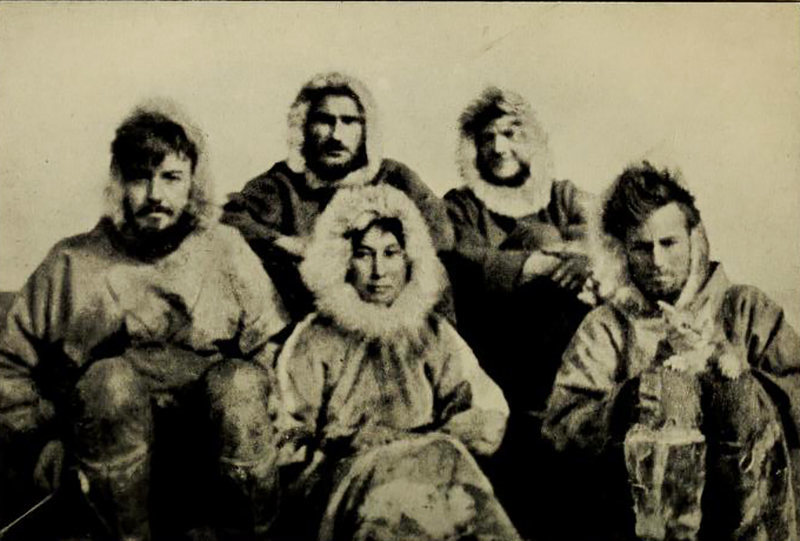
Membres de l'expédition de l'île Wrangel en 1921 : Ada Blackjack, Allan Crawford, Lorne Knight, Fred Maurer, Milton Galle, et le chat Victoria.

La guerre civile russe n'a pas touché la Tchoukotka et les autochtones, toujours nomades, ne se sentent que peu concernés par les évènements politico-militaires qui ont animé le pays. Le pouvoir soviétique s'établit au printemps 1923 dans la région, et pour établir des liens avec les populations et pour affirmer le pouvoir soviétique, ces derniers mettent en place des « bases culturelles». Ces bases, dont la première est créée en 1928, remplissent des fonctions culturelles, économiques, médicales et politiques, et doivent permettent la sédentarisation de la population. Les Soviétiques veulent convaincre les parents d'alphabétiser leurs enfants et les femmes d'aller voir un médecin.
Les efforts sont confrontés à la méconnaissance de l'eskimo et du tchouktche par les responsables soviétiques, qui deviennent alors obligés d'apprendre ces langues. Des écoles ouvrent à travers le territoire, avec 5 en 1925 et 69 en 1941, qui regroupent 1925 élèves, soient presque 75 % des enfants scolarisables. Les chasseurs de mammifères marins ne sont pas hostiles à ces écoles, mais les éleveurs de rennes si, car la présence de l'enfant dans le campement est indispensable. Certaines de ces écoles deviennent des internats, creusant un fossé avec les parents entre l'enseignement européen et russe des enfants et la culture autochtone des parents. Le russe est imposé comme la principale langue à l'école en dépit des langues autochtones. Des alphabets latins sont créés en 1930 pour les langues locales, avant que l'alphabet latin soit remplacé par le cyrillique en 1937. Un journal, le Tchoukotka soviétique, commence à publier des articles en tchouktche en 1933.
Le district autonome a été créé en 1930, mais il était alors sous la juridiction de l'oblast du Kamtchatka voisin. La première conférence régionale du Parti communiste a lieu en avril 1932, où il est décidé de développer l'industrie. Sur le plan économique, la région est sous la direction de la Société par actions du Kamtchatka jusqu'en 1932, puis de la Direction principale de la voie maritime du Nord jusqu'en 1939, et enfin sous celle du Dalstroï. En parallèle, la collectivisation se met en place, ainsi que de nombreuses infrastructures comme des kolkhozes, sovkhozes et des dispensaires. Cette collectivisation fait baisser le cheptel, entraîne des excès ainsi que de l'incompréhension et de l'hostilité parmi les locaux. Hâtive, elle est faite de manière autoritaire, et les autorités s'en prennent aux chamanes qui sont parmi les principaux opposants à ces mesures.

#### Seconde Guerre mondiale et guerre civile
Lorsque l'Allemagne nazie attaque l'Union soviétique en 1941, tout est fait pour que la production d'étain puisse commencer aussi rapidement que possible en Tchoukotka. C'est le début de l'industrie minière dans la province, industrie qui va devenir sa base économique. C'est également pendant la guerre que des géologues découvrent d'importantes réserves d'or qui seront exploitées dès les années 1950. En 1942, deux aérodromes (Ouelkal et Markovo) sont aménagés pour permettre aux Américains de rejoindre Krasnoïarsk depuis Fairbanks, en Alaska.
La Seconde Guerre mondiale a entraîné en Tchoukotka une guerre civile. Les Soviétiques demandaient le plus d'effort et de ressources possibles pour le front. Tous les rennes devaient être réquisitionnés, et des milliers de morses furent tués. Mais les réquisitions et les taxes sur le bétail provoquèrent des révoltes dans toute la région. En 1949, Iatgyrgine, chef des agitateurs, et d'autres battirent le chef d'un kholkhoze. Un détachement de l'Armée rouge fut envoyé, sous le commandement de Markovo. Même s'il fut arrêté, ce n'est qu'en 1955, lorsqu'il fut libéré de sa prison à Novossibirsk que les violences entre Soviétiques et Tchouktches s'arrêtèrent. Le NKVD fit prisonnier les chamans qui étaient pro-agitateurs tandis que les Soviétiques continuèrent la russification.

#### L'Après-guerre

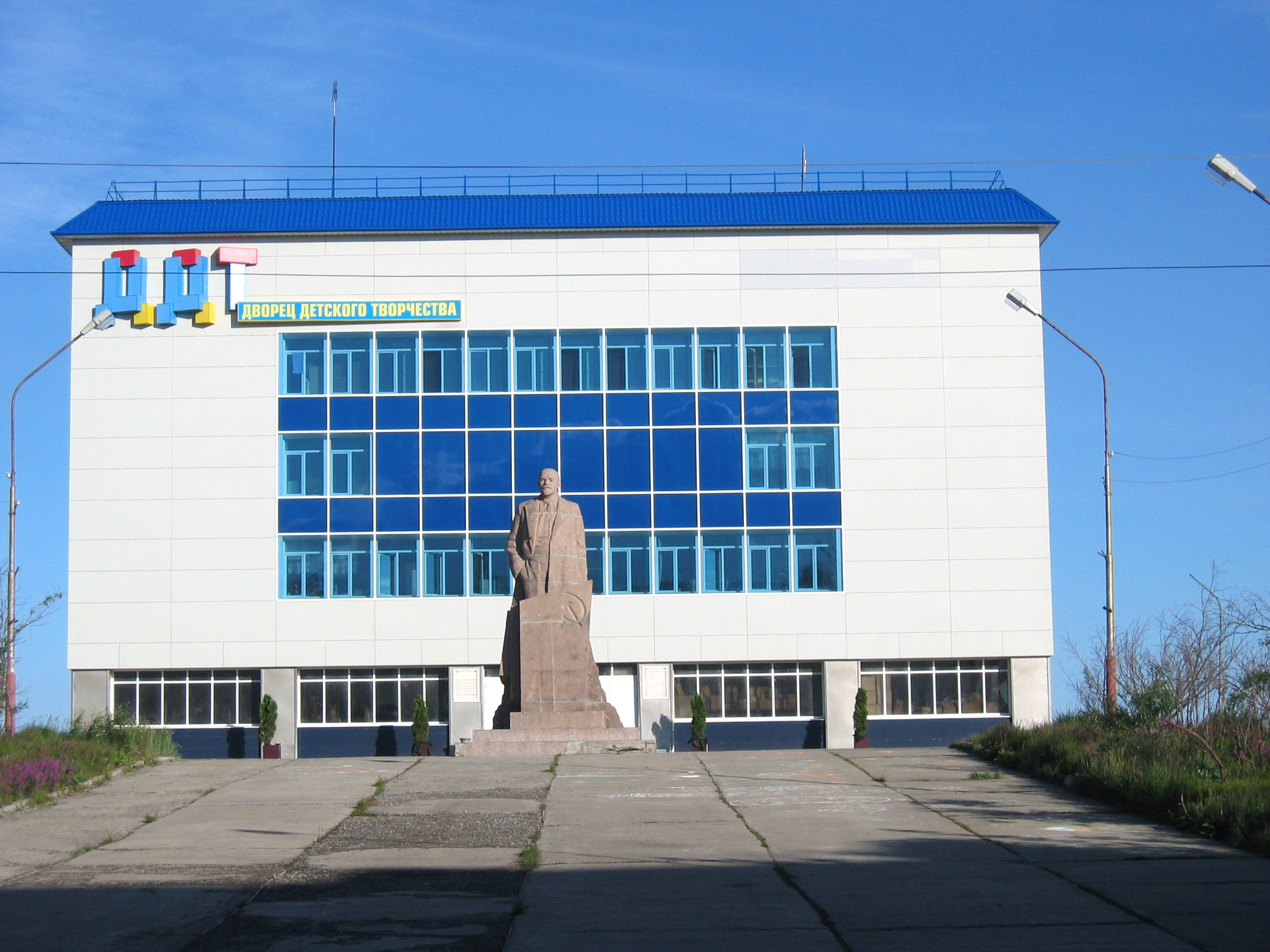
Bâtiment soviétique et statue de Lénine à Anadyr.

L'économie des années d'après-guerre se concentre sur l'exploitation minière, avec le charbon, l'étain, le mercure ou l'or. Les travailleurs de ces mines sont principalement les prisonniers des Goulags, auxquels s'ajoutent les travailleurs des régions européennes attirés par les salaires élevés. À la veille de l'effondrement du bloc de l'Est, les allochtones représentent 150 000 personnes, contre seulement 12 000 Tchouktches, Eskimos, Tchouvanes et Evènes. À cela s'ajoute la russification, avec la multiplication des mariages mixtes, alors que les Soviétiques souhaitent créer une société homogène.
En 1951, le district autonome est placé sous la juridiction du kraï de Khabarovsk. Lorsque l'oblast de Magadan est créé deux ans plus tard, la Tchoukotka est placée sous la subordination de celle-ci. Les Soviétiques transforment le territoire, avec la création de logements surpeuplés dans les villes. Les Soviétiques, dans le cadre de leur programme des « villages peu prometteurs » décident de supprimer de nombreuses localités côtières du détroit de Béring, alors que la guerre froide a lieu. Les autorités soviétiques décident ainsi en 1958 l'évacuation de Nevuqaq, exemple le plus connu, même si le village héberge une population yupik avec sa propre culture,. Juste avant la chute de l'URSS, la Tchoukotka est devenue alphabétisée, avec une petite intelligentsia locale. Des transports aériens et un réseau médical ont été créés, et chaque village possède son propre magasin. Mais la politique soviétique a affecté les cultures locales, entraînant une perte d'identité chez les ethnies locales.

### La Tchoukotka post-soviétique
Depuis 1977, la Tchoukotka était un okroug (district) autonome au sein de l'oblast de Magadan. En 1991, elle fait sécession pour devenir un sujet de la fédération de Russie à part entière, et obtient le statut le 17 juin 1992. Cette décision est confirmée par la Cour constitutionnelle de Russie en 1993.

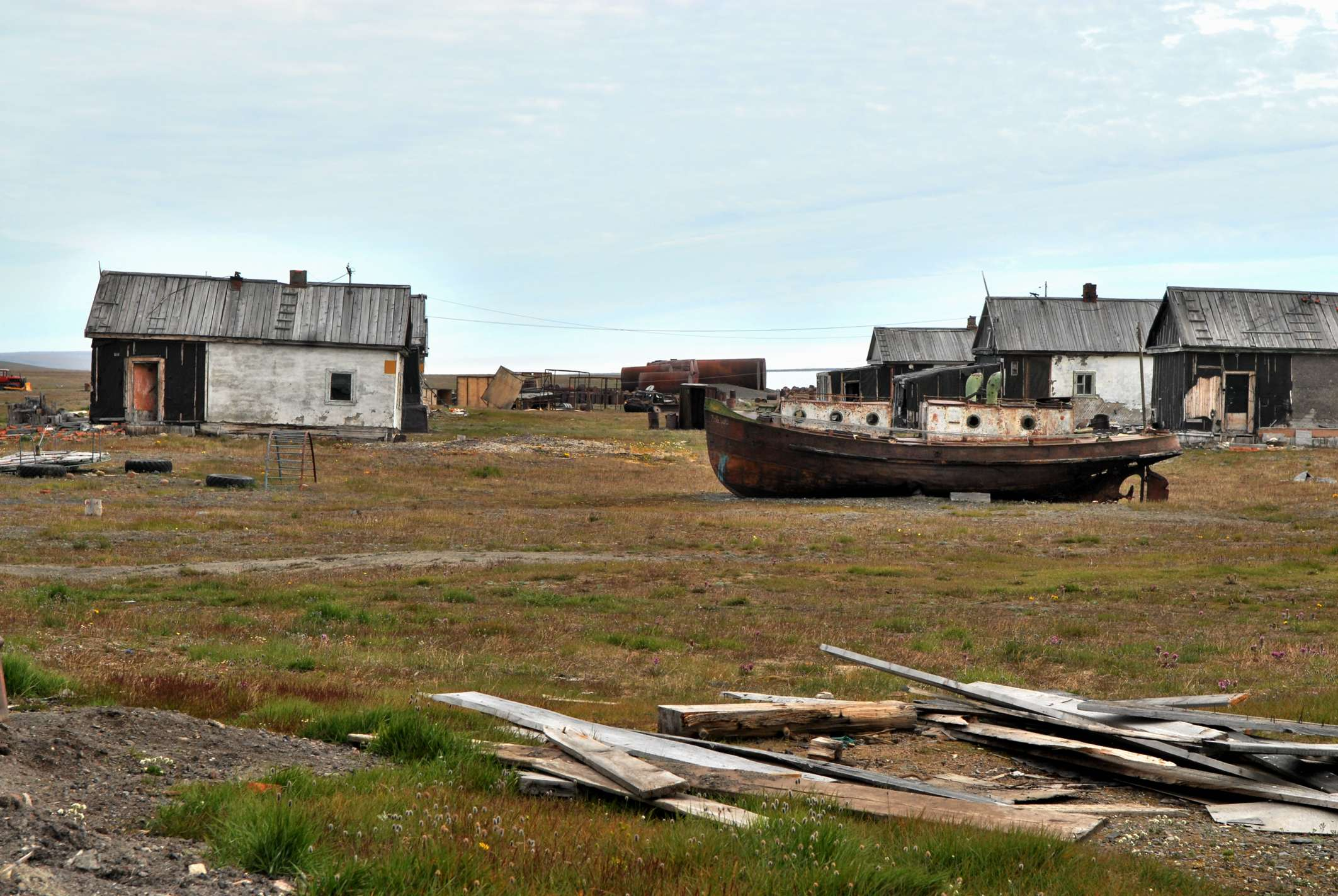
Village abandonné d'Ouchakovskoïe.

L'économie des années 1990 a été marquée par une crise économique importante, découlant de l'effondrement de l'Union soviétique. Les Russes qui étaient venus pour les salaires élevés sont repartis dans leurs régions, et les petites exploitations qui ont remplacé les sovkhozes connaissent d'importantes difficultés, avec un cheptel qui risque presque de disparaître. Les maladies connaissent une recrudescence et de plus en plus d'autochtones ne peuvent plus manger à leur faim. En effet, le prix des produits alimentaires ne cesse d'augmenter tandis que les salaires demeurent dérisoires. Les transports, autrefois accessibles, deviennent hors de prix, bloquant les personnes dans leur village. Moscou ne se préoccupe pas de la région, et les Blancs occupent les emplois à responsabilité. Les autorités ne jugent pas bon de réfléchir à la situation en Tchoukotka, et l'État continue de se désengager de l'économie.
Le mode de vie et la croyance des autochtones sont déconsidérés. Avec la sécession de l'oblast de Magadan, plus aucune publication n'est faite en tchouktche. Seul l'ensemble national Ergyron subsiste, qui est la vitrine du folklore tchouktche et eskimo. Mais il est dirigé par des Russes qui transforment le folklore à leur goût, sans consulter les autochtones. Les Tchouktches, discriminés, trouvent refuge auprès des sectes et beaucoup dans l'alcool. Le taux de suicide a explosé, atteignant 100 pour 100 000 personnes en 2011, soit le plus haut taux du pays.
En 2000, le milliardaire russe Roman Abramovitch est élu gouverneur de la région. Il est ensuite confirmé pour un second mandat par le président russe Vladimir Poutine. Abramovitch a versé plusieurs milliards de roubles pour améliorer l'infrastructure et aider la population locale, faisant même venir des administrateurs de ses sociétés pour moderniser et gérer les équipements et l'administration. Certaines sources estiment qu'il a versé entre 150 et 200 millions de dollars par an depuis son élection en 2000. L'argent versé par le milliardaire a ainsi permis de doubler le PIB de la région et de tripler voire plus le revenu des habitants. Il proposa sa démission, mais le président Poutine la refusa. Le 3 juillet 2008, sa démission du poste de gouverneur de la Tchoukotka est acceptée par le président Dmitri Medvedev.

## Politique et administration

### Autorités

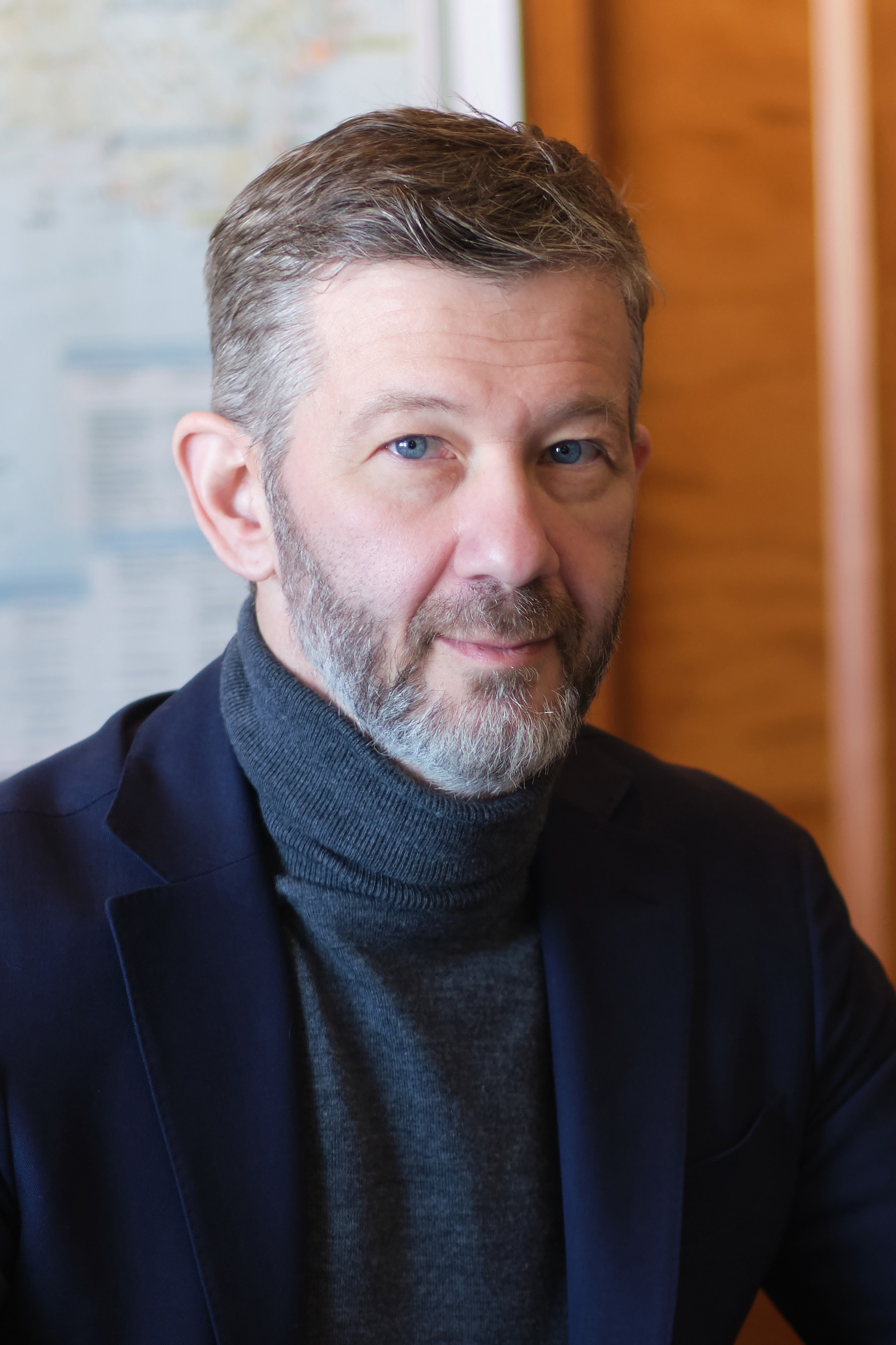
Vladislav Kouznetsov, gouverneur depuis 2023.

Le sujet possède son propre gouverneur ainsi que son propre organe législatif, la douma du district autonome de Tchoukotka, les deux avec un mandat de 5 ans. Actuellement, c'est le seul district autonome qui ne fait pas partie d'un autre sujet de la fédération de Russie.
Le pouvoir est exercé par le gouverneur qui contrôle aussi les médias locaux. Le Parlement local ne joue qu'un rôle de « chambre d'enregistrement » des décisions du gouverneur.

### Résultats électoraux
| Scrutin                     | 1er tour | 1er tour | 1er tour | 1er tour | 1er tour | 1er tour | 1er tour | 1er tour | 1er tour | 1er tour | 1er tour | 1er tour | 2d tour                  | 2d tour                  | 2d tour                  | 2d tour                  | 2d tour                  | 2d tour                  | 2d tour                  | 2d tour                  |
| Scrutin                     | 1er      | 1er      | %        | 2e       | 2e       | %        | 3e       | 3e       | %        | 4e       | 4e       | %        | 1er                      | %                        | 2e                       | %                        | 3e                       | %                        | 4e                       | %                        |
| --------------------------- | -------- | -------- | -------- | -------- | -------- | -------- | -------- | -------- | -------- | -------- | -------- | -------- | ------------------------ | ------------------------ | ------------------------ | ------------------------ | ------------------------ | ------------------------ | ------------------------ | ------------------------ |
| Présidentielle 2012         |          | ER       | 72.64    |          | KPRF     | 9.04     |          | SE       | 7.53     |          | LDPR     | 7.18     | Victoire au premier tour | Victoire au premier tour | Victoire au premier tour | Victoire au premier tour | Victoire au premier tour | Victoire au premier tour | Victoire au premier tour | Victoire au premier tour |
| Gouvernorale 2013           |          | ER       | 79,84    |          | LDPR     | 9,80     |          | SRZP     | 7,43     |          |          |          | Victoire au premier tour | Victoire au premier tour | Victoire au premier tour | Victoire au premier tour | Victoire au premier tour | Victoire au premier tour | Victoire au premier tour | Victoire au premier tour |
| Législatives 2016,          |          | ER       | 58,80    |          | LDPR     | 17,34    |          | KPRF     | 7,76     |          | SRZP     | 3,13     | Tour unique              | Tour unique              | Tour unique              | Tour unique              | Tour unique              | Tour unique              | Tour unique              | Tour unique              |
| Législatives régionale 2016 |          | ER       | 61,66    |          | LDPR     | 19,68    |          | KPRF     | 8,79     |          | SRZP     | 5,44     | Tour unique              | Tour unique              | Tour unique              | Tour unique              | Tour unique              | Tour unique              | Tour unique              | Tour unique              |
| Présidentielle 2018         |          | ER       | 82.31    |          | LDPR     | 7.31     |          | KPRF     | 5.86     |          | GRANI    | 1.30     | Victoire au premier tour | Victoire au premier tour | Victoire au premier tour | Victoire au premier tour | Victoire au premier tour | Victoire au premier tour | Victoire au premier tour | Victoire au premier tour |
| Gouvernorale 2018           |          | ER       | 57,83    |          | LDPR     | 18,46    |          | KPRF     | 12,24    |          | SRZP     | 7,19     | Victoire au premier tour | Victoire au premier tour | Victoire au premier tour | Victoire au premier tour | Victoire au premier tour | Victoire au premier tour | Victoire au premier tour | Victoire au premier tour |
| Législatives 2021           |          | ER       | 46,71    |          | LDPR     | 15,16    |          | KPRF     | 12,49    |          | SRZP     | 6,26     | Tour unique              | Tour unique              | Tour unique              | Tour unique              | Tour unique              | Tour unique              | Tour unique              | Tour unique              |
| Législatives régionale 2021 |          | ER       | 44,86    |          | LDPR     | 22,20    |          | KPRF     | 15,91    |          | NL       | 12,26    | Tour unique              | Tour unique              | Tour unique              | Tour unique              | Tour unique              | Tour unique              | Tour unique              | Tour unique              |
| Gouvernorale 2023,          |          | ER       | 72,34    |          | LDPR     | 15,84    |          | KPRF     | 5,23     |          | SRZP     | 4,14     | Victoire au premier tour | Victoire au premier tour | Victoire au premier tour | Victoire au premier tour | Victoire au premier tour | Victoire au premier tour | Victoire au premier tour | Victoire au premier tour |
| Présidentielle 2024         |          | ER       | 90.49    |          | LDPR     | 3.03     |          | NL       | 2.92     |          | KPRF     | 2.30     | Victoire au premier tour | Victoire au premier tour | Victoire au premier tour | Victoire au premier tour | Victoire au premier tour | Victoire au premier tour | Victoire au premier tour | Victoire au premier tour |

### Divisions administratives

Carte des subdivisions administratives de la Tchoukotka.

La Tchoukotka compte 6 raïons et un okroug urbain.
| N°                    | Subdivision           | Nom russe             | Code OKATO            | Population (2021)     | Superficie (milliers de km²) | Centre administratif  |
| Raïons administratifs | Raïons administratifs | Raïons administratifs | Raïons administratifs | Raïons administratifs | Raïons administratifs        | Raïons administratifs |
| --------------------- | --------------------- | --------------------- | --------------------- | --------------------- | ---------------------------- | --------------------- |
| 1                     | Raïon d'Anadyr        | Анадырский район      | 77 203                | 8161                  | 287 508,40                   | Anadyr                |
| 2                     | Raïon de Bilibino     | Билибинский район     | 77 209                | 7418                  | 174 651,96                   | Bilibino              |
| 3                     | Raïon d'Ilioutine     | Иультинский район     | 77 215                | 4835                  | 136 644,24                   | Egvekinot             |
| 4                     | Raïon de Providenia   | Провиденский район    | 77 220                | 3707                  | 27 285,68                    | Providenia            |
| 5                     | Raïon de Tchaoun      | Чаунский район        | 77 230                | 4776                  | 67 091,41                    | Pevek                 |
| 6                     | Raïon de Tchoukotka   | Чукотский район       | 77 233                | 4995                  | 30 247,13                    | Lavrentia             |
| Okroug urbain         |                       |                       |                       |                       |                              |                       |
| 7                     | Anadyr                | 60,34                 |                       | 13 598                | 77 401                       |                       |

## Population et société

### Démographie

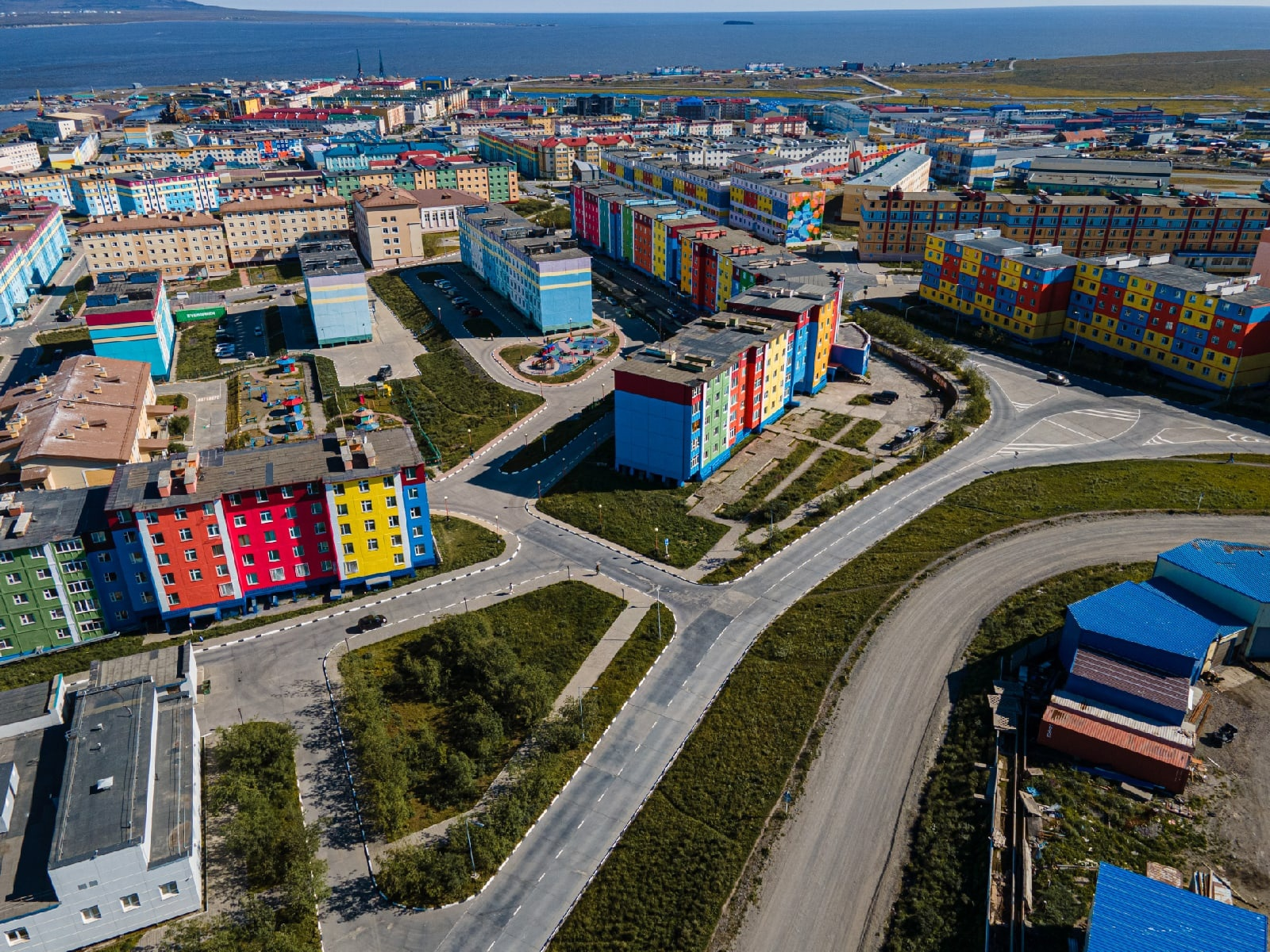
Anadyr, capitale de la Tchoukotka.

Au 1er janvier 2023, la population s'élève à 47 800 personnes, dont 14 800 personnes en milieu rural. La densité de population du district est de 0,1 hab./km2. C'est le sujet de plein exercice le moins peuplé de Russie, la Nénétsie appartenant à l'oblast d'Arkhangelsk. La population a fortement chuté depuis la fin de la période soviétique.
Recensements (*) ou estimations de la population,:
| 1926   | 1939   | 1950   | 1959*  | 1970*   | 1975    | 1979*   | 1985    | 1989*   | 1990    |
| ------ | ------ | ------ | ------ | ------- | ------- | ------- | ------- | ------- | ------- |
| 13 000 | 21 000 | 24 000 | 46 689 | 101 184 | 124 000 | 132 859 | 155 000 | 157 528 | 156 000 |

| 1992    | 1994    | 1996   | 1998   | 2000   | 2001   | 2002*  | 2003   | 2005   | 2006   |
| ------- | ------- | ------ | ------ | ------ | ------ | ------ | ------ | ------ | ------ |
| 146 000 | 113 000 | 91 000 | 81 000 | 72 200 | 68 900 | 53 824 | 53 800 | 50 700 | 50 500 |

| 2007   | 2008   | 2010*  | 2011   | 2012   | 2013   | 2014   | 2015   | 2016   | 2017   |
| ------ | ------ | ------ | ------ | ------ | ------ | ------ | ------ | ------ | ------ |
| 50 500 | 50 300 | 50 526 | 50 500 | 51 000 | 50 800 | 50 600 | 50 500 | 50 200 | 49 800 |

| 2018   | 2019   | 2020   | 2021   | 2022   | - | - | - | - | - |
| ------ | ------ | ------ | ------ | ------ | - | - | - | - | - |
| 49 300 | 49 700 | 50 288 | 49 527 | 50 040 | - | - | - | - | - |

| Année | Fécondité | Fécondité urbaine | Fécondité rurale |
| ----- | --------- | ----------------- | ---------------- |
| 1990  | 2,09      | 1,82              | 2,88             |
| 1991  | 1,94      | 1,59              | 3,12             |
| 1992  | 1,80      | 1,44              | 3,23             |
| 1993  | 1,59      | 1,21              | 3,02             |
| 1994  | 1,68      | 1,29              | 3,15             |
| 1995  | 1,49      | 1,16              | 2,64             |
| 1996  | 1,59      | 1,25              | 2,61             |
| 1997  | 1,48      | 1,15              | 2,38             |
| 1998  | 1,66      | 1,28              | 2,65             |
| 1999  | 1,41      | 1,13              | 2,05             |
| 2000  | 1,58      | 1,23              | 2,36             |
| 2001  | 1,78      | 1,38              | 2,63             |
| 2002  | 1,70      | 1,29              | 2,52             |
| 2003  | 1,78      | 1,43              | 2,43             |
| 2004  | 1,99      | 1,57              | 2,75             |
| 2005  | 1,91      | 1,53              | 2,56             |
| 2006  | 1,78      | 1,54              | 2,23             |
| 2007  | 1,83      | 1,59              | 2,22             |
| 2008  | 1,75      | 1,46              | 2,23             |
| 2009  | 1,67      | 1,49              | 1,90             |
| 2010  | 1,89      | 1,70              | 2,18             |
| 2011  | 1,81      | 1,52              | 2,25             |
| 2012  | 1,97      | 1,65              | 2,51             |
| 2013  | 1,91      | 1,56              | 2,59             |
| 2014  | 2,04      | 1,59              | 3,15             |
| 2015  | 2,10      | 1,64              | 3,92             |
| 2016  | 2,11      | 1,62              | 5,23             |
| 2017  | 2,08      | 1,62              | 6,08             |
| 2018  | 2,02      | 1,50              | 6,65             |
| 2019  | 1,68      | 1,16              | 5,56             |

### Principales villes

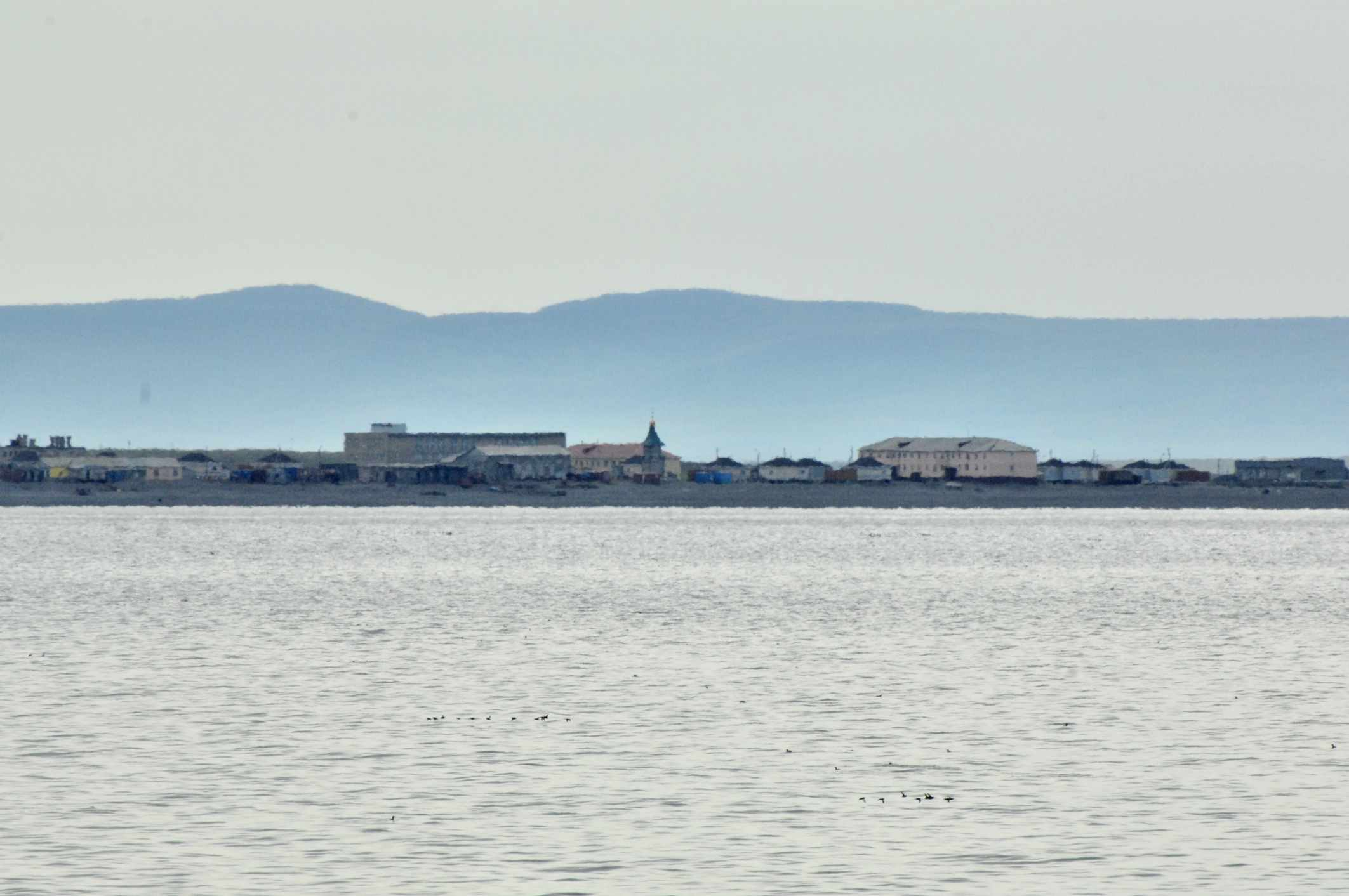
Ouelen, localité la plus orientale de Tchoukotka, de Russie, et d'Eurasie.

Le district autonome de Tchoukotka compte trois villes (marquées dans le tableau avec un astérisque) et dix-huit communes urbaines.
| Nom           | Nom russe     | Raïon        | Population (1/01/2021) |
| ------------- | ------------- | ------------ | ---------------------- |
| Aliskerovo    | Алискерово    | Bilibino     | 0                      |
| Anadyr*       | Анадырь       | pas de raïon | 15 240                 |
| Beringovski   | Беринговский  | Anadyr       | 801                    |
| Bilibino*     | Билибино      | Bilibino     | 5 717                  |
| Bystry        | Быстрый       | Tchaoun      | -                      |
| Chakhtiorski  | Шахтёрский    | Anadyr       | 0                      |
| Dalny         | Дальний       | Bilibino     |                        |
| Egvekinot     | Эгвекинот     | Ioultin      | 3 138                  |
| Ioujni        | Южный         | Tchaoun      | -                      |
| Komsomolski   | Комсомольский | Tchaoun      | 0                      |
| Leningradski  | Ленинградский | Ioultin      | 0                      |
| Mys Chmidta   | Мыс Шмидта    | Ioultin      | 124                    |
| Ougolnye Kopi | Угольные Копи | Anadyr       | 3 919                  |
| Otrojni       | Отрожный      | Anadyr       | -                      |
| Pevek*        | Певек         | Tchaoun      | 4 513                  |
| Providenia    | Провидения    | Provideniya  | 2 141                  |
| Vesenny       | Весенний      | Bilibino     |                        |

Les habitants des communes urbaines d'Aliskerovo (Алискерово), Vstretchny (Встречный), Baranikha (Бараниха), Valkoumeï (Валькумей) et Krasnoarmeïski (Красноармейский) ont quitté leurs communes qui sont devenues des villes fantômes. Parmi les villages de Tchoukotka figure Ryrkaypiy, un village côtier.

### Composition ethnique

Carte ethnique de l'Extrême-Orient russe selon le recensement de 2010.

Une grande partie des Russes et des Ukrainiens qui étaient venus s'établir dans la région durant l'après-guerre sont repartis, comme le montre le tableau ci-dessous.
|             | Rec. 1939       | Rec. 1959       | Rec. 1970       | Rec. 1979       | Rec. 1989        | Rec. 2002       | Rec. 2010       |
| ----------- | --------------- | --------------- | --------------- | --------------- | ---------------- | --------------- | --------------- |
| Tchouktches | 12 111 (56,2 %) | 9 975 (21,4 %)  | 11 001 (10,9 %) | 11 292 (8,1 %)  | 11 914 (7,3 %)   | 12 622 (23,5 %) | 12 772 (26,7 %) |
| Tchouvanes  |                 |                 |                 |                 | 944 (0,6 %)      | 951 (1,8 %)     | 897 (1,9 %)     |
| Inuits      | 800 (3,7 %)     | 1 064 (2,3 %)   | 1 149 (1,1 %)   | 1 278 (0,9 %)   | 1 452 (0,9 %)    | 1 534 (2,9 %)   | 1 529 (3,2 %)   |
| Évènes      | 817 (3,8 %)     | 820 (1,8 %)     | 1 061 (1,0 %)   | 969 (0,7 %)     | 1 336 (0,8 %)    | 1 407 (2,6 %)   | 1 392 (2,9 %)   |
| Russes      | 5 183 (24,1 %)  | 28 318 (60,7 %) | 70 531 (69,7 %) | 96 424 (68,9 %) | 108 297 (66,1 %) | 27 918 (51,9 %) | 25 068 (52,5 %) |
| Ukrainiens  | 571 (2,7 %)     | 3 543 (7,6 %)   | 10 393 (10,3 %) | 20 122 (14,4 %) | 27 600 (16,8 %)  | 4 960 (9,2 %)   | 2 869 (6,0 %)   |
| Autres      | 2 055 (9,5 %)   | 2 969 (6,4 %)   | 7 049 (7,0 %)   | 9 859 (7,0 %)   | 12 391 (7,6 %)   | 4 432 (8,2 %)   | 2 961 (6,2 %)   |

### Religion

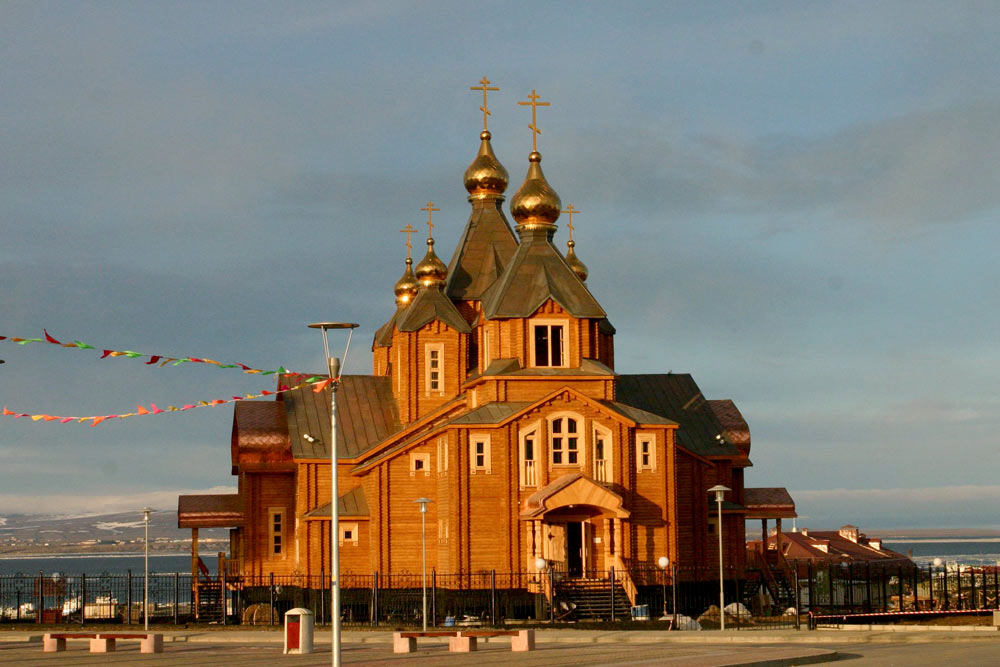
Cathédrale de la Sainte-Trinité d'Anadyr.

Avant la colonisation russe, les peuples autochtones de Tchoukotka étaient animistes, croyant que les objets dans leur environnement avaient des esprits. C'est sur cette base que se développa le chamanisme. Dans les communités Koriaks, Tchouktches et Yupiks, le rôle du chaman était très important car c'était le seul pouvant communiquer avec le monde des esprits. Avec la colonisation russe, les Tchouvanes, Évènes et Youkhaguirs ont été convertis au christianisme orthodoxe. Depuis, leur religion est un syncrétisme entre les croyances locales, le chamanisme et le christianisme orthodoxe. Les Inuits (Yupiget), Koriaks et Tchouktches continuent à ce jour[Quand ?] d'être animistes.
L'orthodoxie russe, bannie par les autorités soviétiques, s'est reconstruite depuis les années 1990. En dépit de l'isolement de la région, de sa faible densité et de sa proximité avec les États-Unis, l'Église orthodoxe russe a mis en œuvre tout un projet pour se réimplanter dans la région depuis 1993, avec la construction d'un certain nombre d'édifices . La démarche de l'implantation de l’Église est à la fois missionnaire et politique, en lien avec la politique arctique du Kremlin. En septembre 2016, le Patriarche Cyrille de Moscou a été le premier patriarche à se rendre dans la région, rencontrant des Tchouktches non-baptisés dans la toundra et se rendant sur la Grande Diomède à seulement quelques kilomètres des États-Unis.

### Éducation
En 2018, la Tchoukotka possède 14 institutions d'enseignement préscolaire, 41 établissements d'enseignement général (dont 30 établissements ont des groupes préscolaires dans leur structure), 14 organismes d'enseignement complémentaire, 4 établissements secondaires professionnels, 1 établissement professionnel supplémentaire et 1 établissement (branche) d'enseignement supérieur.

### Santé
En 2017, la Tchoukotka possédait 42 établissements médicaux. Sur toutes les localités de la Tchoukotka, seuls les villages de Tavaïvaam et de Mys Schmidt n'avaient pas d'établissements médicaux, utilisant les infrastructures de leurs villages voisins.

## Environnement

### Faune et flore

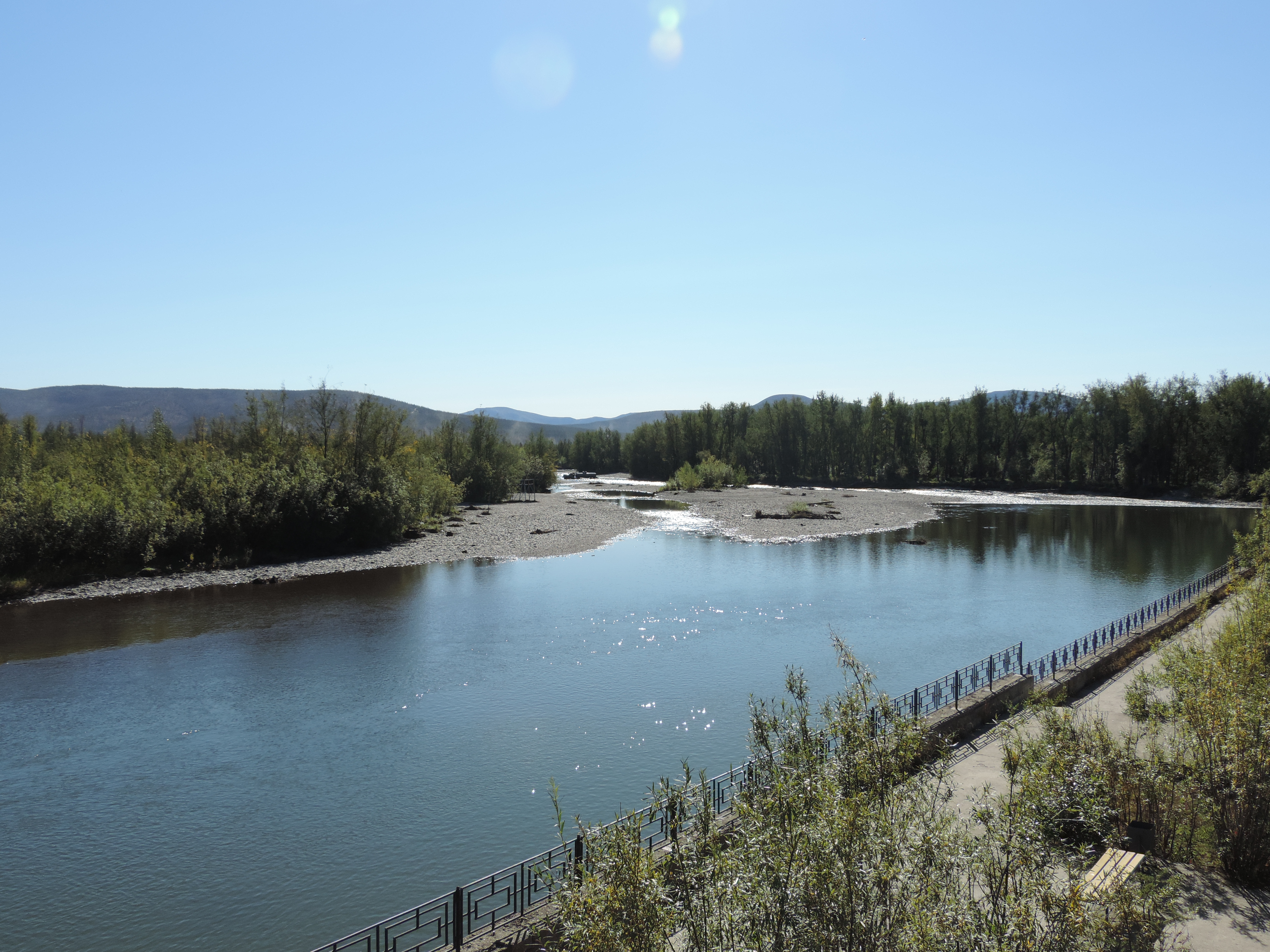
Taïga dans le raïon de Bilibino.

La Tchoukotka compte quatre écosystèmes distincts : le désert arctique au nord (aussi appelée toundra arctique), la toundra alpestre ou subarctique qui constitue la plus grande partie du paysage (toundra côtière tchouktche), la toundra forestière, mais aussi la taïga. La toundra arctique, jouxtant l'océan Arctique, est présente notamment sur l'île Wrangel et les autres îles tchouktches de l'Arctique ainsi que sur une bande côtière de l'estuaire de la Kolyma à la baie Kolioutchinskaïa. La toundra subarctique, semblable à la végétation de l'ouest de l'Alaska, recouvre environ la moitié de la région. Cet écosystème se transforme progressivement vers le sud-ouest en toundra boisée, notamment dans le bassin de l'Anadyr. Enfin, la forêt boréale est présente dans le Sud de la Tchoukotka, et dans les vallées de l'Omolon et du Grand Aniouï, dans l'ouest de la Tchoukotka. Ces deux derniers écosystèmes regorgent de mélèze de Dahurie, de saules et de peupliers.

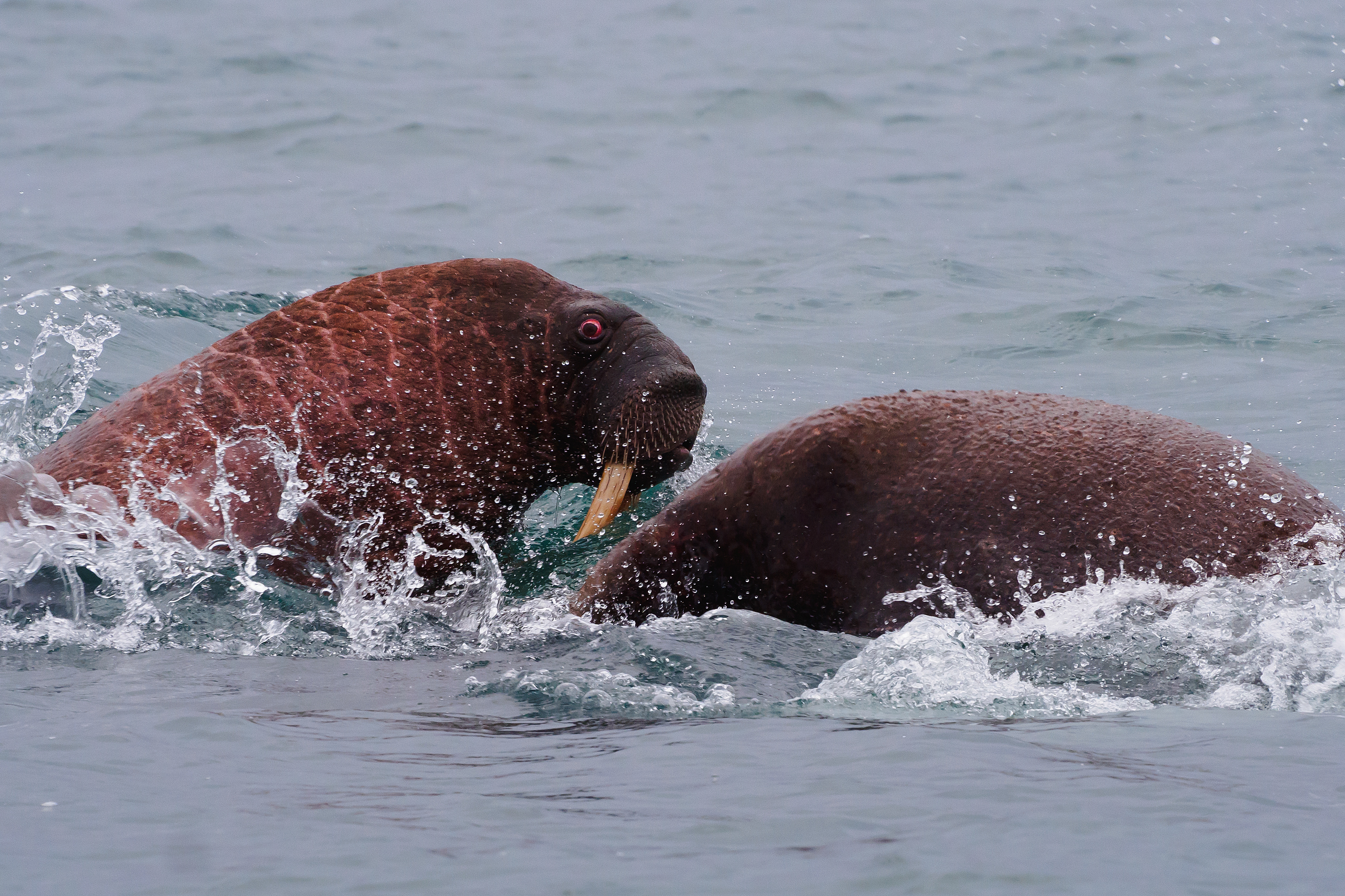
Deux morses près de l'île Wrangel.

La faune de la Tchoukotka est diversifiée, et tout aussi semblable à l'autre rive du détroit de Béring. Les mammifères sont représentés par 59 espèces, se divisant entre 37 espèces terrestres et 22 cétacés et pinnipèdes. L'ours blanc est notamment présent sur l'île Wrangel et l'île Herald, qui concentrent près de 80 % des populations reproductrices des mers de Béring et des Tchouktches. Dans les eaux du nord de la région peuvent être aperçus des phoques annelés, barbus, tachetés, tandis que le phoque commun et le tacheté sont présents au sud. Par ailleurs, la moitié de la population mondiale de morse du Pacifique vit dans la région. Sinon, les otaries de Steller fréquentent la côte occidentale de la mer de Béring. Dix espèces de baleines vivent dans les eaux tchouktches, telles que la baleine bleue, le narval, la baleine boréale, la baleine grise et le béluga, les trois dernières espèces étant les plus régulières.
Les eaux de la Tchoukotka sont riches en poissons, avec plus de 450 espèces de poissons et de crustacés dans la seule mer de Béring. Parmi les espèces les plus présentes figurent le saumon coho, le saumon rose, le crabe, les crevettes et les buccins. Par ailleurs, la Tchoukotka est un lieu de reproduction pour de nombreuses espèces d'oiseaux migrateurs qui quittent leurs zones d'hivernage en Asie, en Europe ou dans les Amériques. Les oiseaux marins forment eux d'immenses colonies sur le long du littoral, avec près de 3,3 millions d'oiseaux marins sur la seule côte orientale de la péninsule de Tchoukotka. Parmi ces espèces se comptent les macareux, les guillemots, les cormorans pélagiques et les stariques.
La superficie totale des terres sur lesquelles se trouvent des forêts est en 2022 de 27 713,6 mille hectares.

### Aires protégées

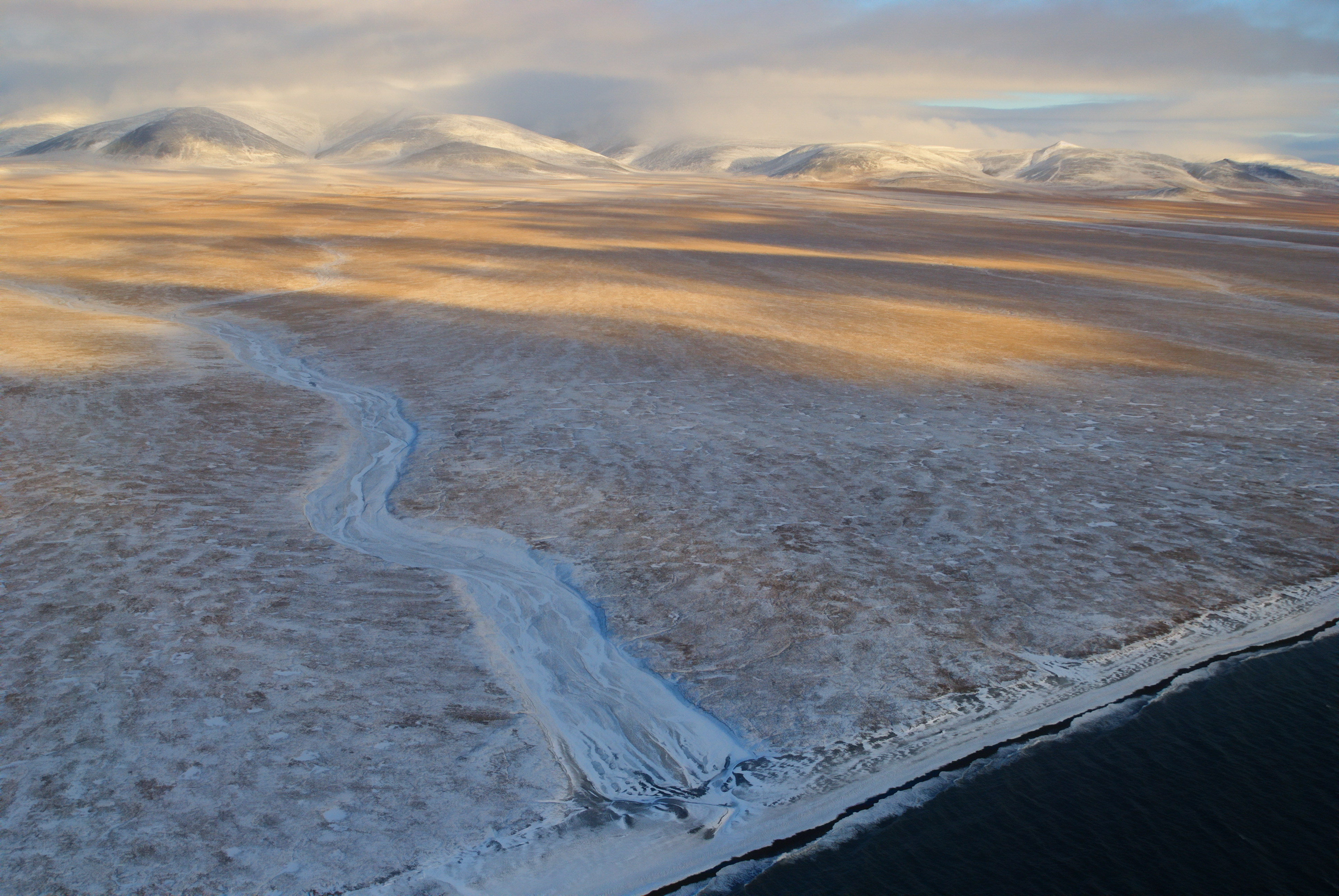
Côte de l'île Wrangel, réserve inscrite au patrimoine mondial de l'Unesco.

Fin 2022, la superficie des aires protégées d'importance régionale et locale a augmenté de 65 861 hectares par rapport à 2021 et s'élève à 770 728 hectares, tandis que la superficie des aires protégées d'importance fédérale s'élève à 827 300 hectares.

### Pollution
Le volume total des émissions de polluants atmosphériques en 2022 s'élevait à 20,5 milliers de tonnes, soit une augmentation de 8,5 % par rapport à 2021. Les émissions du transport routier se sont élevées à 1,1 millier de tonnes, soit 10,0 % de plus par rapport à 2021 et 3,8 fois moins par rapport au niveau de 2013. Les émissions des sources fixes se sont élevées à 19,4 milliers de tonnes, augmentant de 9,0 % par rapport aux indicateurs de 2021, et mais diminuant de 5,8 % par rapport à 2013.

## Économie

### Généralités
En 2021, le produit intérieur brut du district s'élevait à 136,2 milliards de roubles, soit le 16e des 85 sujets russes, compris entre Sébastopol au-dessus et la Karatchaïévo-Tcherkessie en dessous. Le PIB par habitant était lui de 2 734 900 roubles,.
| Répartition | 2016     |      | 2022      | %    |
| --- | -------- | ---- | --------- | ---- |
| Agriculture, foresterie, chasse, pêche et pisciculture                                                                                             | 746,8    | 1,0  | 2 932,1   | 2,1  |
| Exploitation minière | 33 318,4 | 46,3 | 41 987,8  | 29,7 |
| Industries manufacturières | 304,6    | 0,4  | 357,5     | 0,3  |
| Fourniture d'électricité, de gaz et de vapeur; climatisation                                                                                       | 6 958,7  | 9,6  | 19 007,0  | 13,5 |
| Approvisionnement en eau; évacuation de l'eau, organisation de la collecte et de l'élimination des déchets, activités de lutte contre la pollution | 637,5    | 0,9  | 728,7     | 0,5  |
| Construction | 4 149,8  | 5,7  | 26 664,3  | 18,9 |
| Commerce de gros et de détail; réparation de véhicules et de motos                                                                                 | 3 233,4  | 4,5  | 8 262,2   | 5,9  |
| Transport et stockage | 2 660,4  | 3,7  | 5 177,8   | 3,7  |
| Hôtellerie et restauration | 133,7    | 0,2  | 1 162,6   | 0,8  |
| Information et communications | 582,2    | 0,8  | 695,2     | 0,5  |
| Activités financières et d'assurance | 37,6     | 0,1  | 24,7      | 0,0  |
| Activités immobilières | 712,4    | 1,0  | 1 983,0   | 1,4  |
| Activités professionnelles, scientifiques et techniques                                                                                            | 307,5    | 0,4  | 1 426,7   | 1,0  |
| Activités administratives et services complémentaires associés                                                                                     | 250,1    | 0,3  | 579,4     | 0,4  |
| Administration publique et armée ; sécurité sociale                                                                                                | 10 675,7 | 14,8 | 17 116,1  | 12,1 |
| Éducation | 3 066,2  | 4,2  | 5 875,5   | 4,2  |
| Services de santé et services sociaux | 3 568,9  | 4,9  | 4 675,3   | 3,3  |
| Activités culturelles, sportives, de loisirs et de divertissement                                                                                  | 628,5    | 0,9  | 1 600,7   | 1,1  |
| Prestation d'autres types de services | 201,7    | 0,3  | 785,5     | 0,6  |
| Total | 72 174,1 | 100  | 141 042,1 | 100  |

### Emplois
| Répartition | Dec. 2023 | %     |
| --- | --------- | ----- |
| Agriculture, foresterie, chasse, pêche et pisciculture                                                                                             | 1 124     | 3,65  |
| Exploitation minière | 6 229     | 20,24 |
| Industries manufacturières | 398       | 1,29  |
| Fourniture d'électricité, de gaz et de vapeur; climatisation                                                                                       | 3 579     | 11,63 |
| Approvisionnement en eau; évacuation de l'eau, organisation de la collecte et de l'élimination des déchets, activités de lutte contre la pollution | 334       | 1,09  |
| Construction | 2 349     | 7,63  |
| Commerce de gros et de détail; réparation de véhicules et de motos                                                                                 | 1 466     | 4,76  |
| Transport et stockage | 3 102     | 10,08 |
| Hôtellerie et restauration | 613       | 1,99  |
| Information et communications | 317       | 1,03  |
| Activités financières et d'assurance | 363       | 1,18  |
| Activités immobilières | 580       | 1,88  |
| Activités professionnelles, scientifiques et techniques                                                                                            | 686       | 2,23  |
| Activités administratives et services complémentaires associés                                                                                     | 388       | 1,26  |
| Administration publique et armée ; sécurité sociale                                                                                                | 3 953     | 12,84 |
| Éducation | 2 819     | 9,16  |
| Services de santé et services sociaux | 1 980     | 6,43  |
| Activités culturelles, sportives, de loisirs et de divertissement                                                                                  | 424       | 1,38  |
| Prestation d'autres types de services | 79        | 0,26  |
| Total | 30 783    | 100   |

### Entreprises
| Répartition | 2018 | %     | 2024 | %     |
| --- | ---- | ----- | ---- | ----- |
| Agriculture, foresterie, chasse, pêche et pisciculture                                                                                             | 100  | 9,3   | 129  | 11,23 |
| Exploitation minière | 46   | 4,28  | 49   | 4,26  |
| Industries manufacturières | 30   | 2,79  | 45   | 3,92  |
| Fourniture d'électricité, de gaz et de vapeur; climatisation                                                                                       | 29   | 2,7   | 33   | 2,87  |
| Approvisionnement en eau; évacuation de l'eau, organisation de la collecte et de l'élimination des déchets, activités de lutte contre la pollution | 13   | 1,21  | 15   | 1,31  |
| Construction | 68   | 6,33  | 79   | 6,88  |
| Commerce de gros et de détail; réparation de véhicules et de motos                                                                                 | 132  | 12,28 | 122  | 10,62 |
| Transport et stockage | 72   | 6,7   | 87   | 7,57  |
| Hôtellerie et restauration | 18   | 1,67  | 26   | 2,26  |
| Information et communications | 25   | 2,33  | 28   | 2,44  |
| Activités financières et d'assurance | 28   | 2,6   | 22   | 1,91  |
| Activités immobilières | 32   | 2,98  | 26   | 2,26  |
| Activités professionnelles, scientifiques et techniques                                                                                            | 62   | 5,77  | 56   | 4,87  |
| Activités administratives et services complémentaires associés                                                                                     | 17   | 1,58  | 22   | 1,91  |
| Administration publique et armée ; sécurité sociale                                                                                                | 155  | 14,42 | 149  | 12,97 |
| Éducation | 80   | 7,44  | 78   | 6,79  |
| Services de santé et services sociaux | 36   | 3,35  | 30   | 2,61  |
| Activités culturelles, sportives, de loisirs et de divertissement                                                                                  | 34   | 3,16  | 43   | 3,74  |
| Prestation d'autres types de services | 98   | 9,12  | 110  | 9,57  |
| Total | 1075 | 100   | 1149 | 100   |

#### Secteur primaire
La majeure partie de la population a toutefois une vie rurale, vivant de l'élevage de rennes, de la chasse ou de la pêche. Les rares cultures maraîchères se font sous serre, et l'élevage est en fort déclin depuis la fin de la période soviétique.
La nourriture de la population indigène est constituée à plus de 50 % de mammifères marins (baleine grise, baleine boréale et cachalot, notamment). La pêche est donc une activité économique importante. Les conventions de la Commission baleinière internationale autorisent la pêche de 140 baleines grises par année aux indigènes de la Tchoukotka, de 10 000 phoques annelés et de 3 000 morses.

#### Énergie

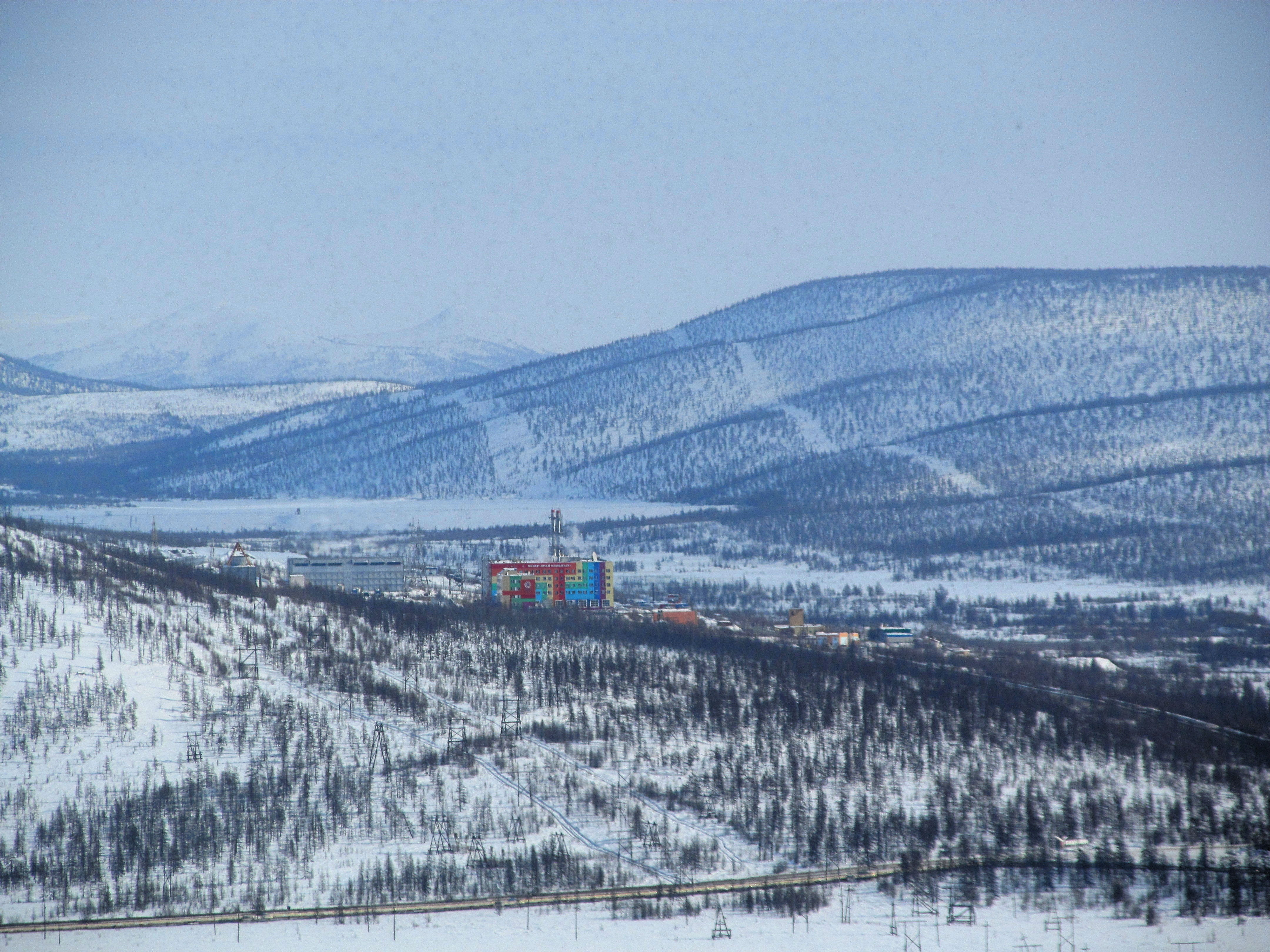
Centrale nucléaire de Bilibino.

Fin 2019, quatre grandes centrales thermiques, deux centrales nucléaires (la centrale nucléaire de Bilibino et l'Akademik Lomonosov), une centrale éolienne et plus de 40 centrales diesel d'une capacité totale de 328,71 MW étaient exploitées sur le territoire du district autonome de Tchoukotka. En 2018, les infrastructures ont produit 700 millions de kWh d'électricité.

#### Secteur minier
L'exploitation de l'or, qui constitue l'une des principales activités économiques de la région, a commencé en 1955. Le niveau maximal de production a été atteint en 1974 avec une production de plus de 36 tonnes. La production a fortement chuté dans les années 1990 et est désormais stable à environ 5 tonnes par année. L'exploitation des mines d'or est partagée désormais en un peu plus d'une vingtaine de compagnies. La Tchoukotka détient les deuxièmes plus grandes réserves aurifères de Russie, avec notamment le réservoir de Maïskoïe. L'or de Tchoukotka serait d'une qualité bien plus supérieure à celle des gisements de la Kolyma.
La Tchoukotka possède de grandes réserves de pétrole, de gaz naturel, de charbon, d'or et de tungstène. La région dispose de réserves de quatre autres métaux non-ferreux : l'argent, le tungstène, l'étain et le cuivre. La production d'argent est d'environ 12 tonnes par année (2004), extrait principalement à Valounistoïe. Le tungstène et l'étain ne sont, eux, plus exploités. La production de tungstène, qui a duré de 1958 à 1992, a permis d'extraire environ 90 000 tonnes de minerai. Celle d'étain, qui a duré de 1941 à 1992, a produit plus de 200 000 tonnes de minerai. La montée des prix de ce minerai pourrait rendre rentable une reprise de la production en Tchoukotka. Enfin, la région dispose de réserves de cuivre qui n'ont encore jamais été exploitées. Les réserves d'étain sont principalement concentrées dans le gisement de Pyraïskoïe, et celles de cuivre dans le gisement de Pechtchanka. Quant aux gisements de pétrole et de gaz, ils comprennent ceux d'Anadyr (estimations de 2004 : 20 millions de tonnes métriques en terrestre ; 110 millions de tonnes en offshore) et la réserve de Khatyr (estimations de 2004 : 25 millions de tonnes métriques en terrestre ; 85 millions de tonnes métriques en offshore).
Deux mines de charbon sont également exploitées en Tchoukotka actuellement, pour une production annuelle de 634 100 tonnes en 2005. Il s'agit des mines de Boukhta Ougolnaïa et d'Anadyrskoïe.

## Culture locale et patrimoine

### Lieux et monuments
Le district autonome de Tchoukotka compte en 2024 selon le Comité pour la protection des objets du patrimoine culturel du district autonome de Tchoukotka 80 objets patrimoniaux culturels inscrits au registre d'État unifié, ainsi que 252 objets identifiés. Les objets du registre se répartissent entre 67 objets d'importance fédérale et 13 objets d'importance régionale. Par subdivsion, peu importe si inscrits au registre ou non, il y a 2 objets à Anadyr, 81 objets dans le raïon d'Anadyr, 61 objets dans le raïon de Bilibino, 51 objets dans le raïon d'Ilioutine, 54 objets dans le raïon de Providenia, 17 objets dans le raïon de Tchaoun et 66 objets dans le raïon de Tchoukotka.

Patrimoine classé (sélection) :
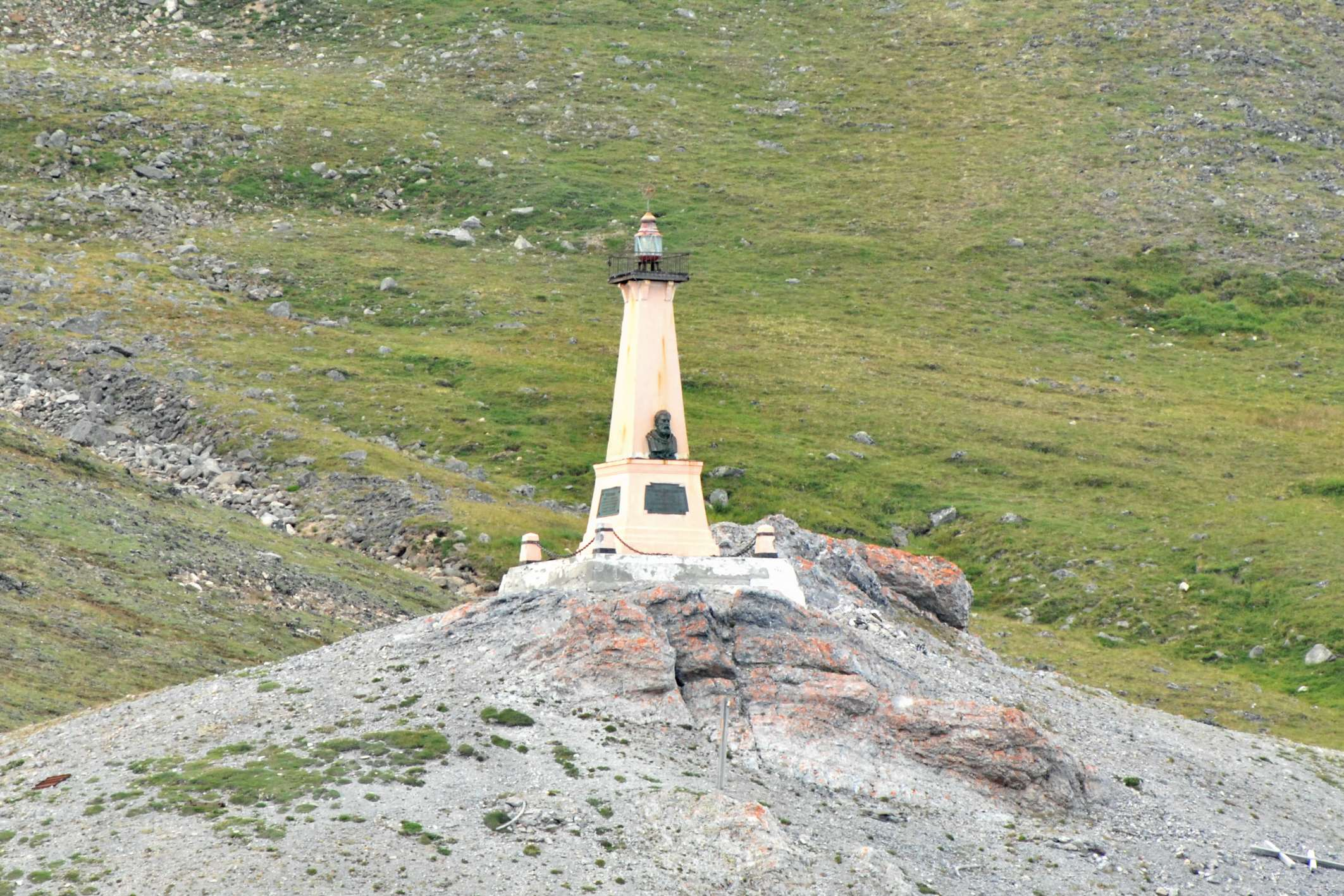
Monument en l'honneur de Simon Dejnev.
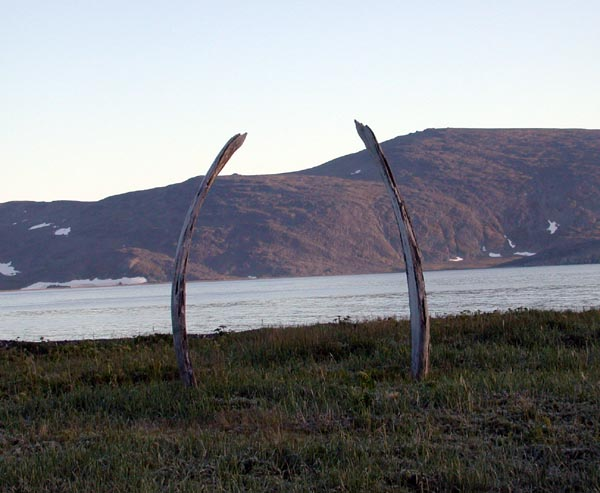
Allée des baleines.
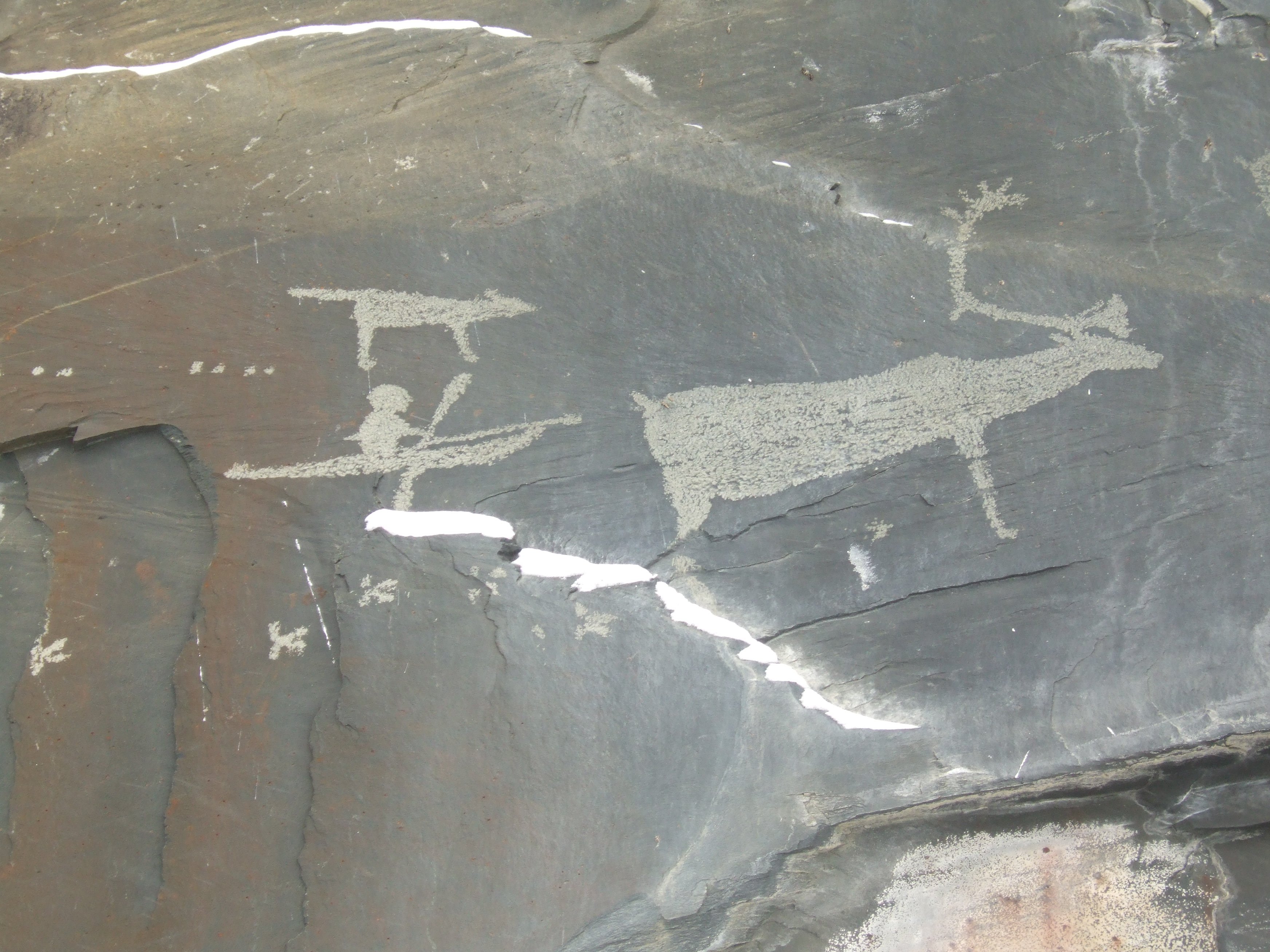
Pétroglyphes de Pegtymel.
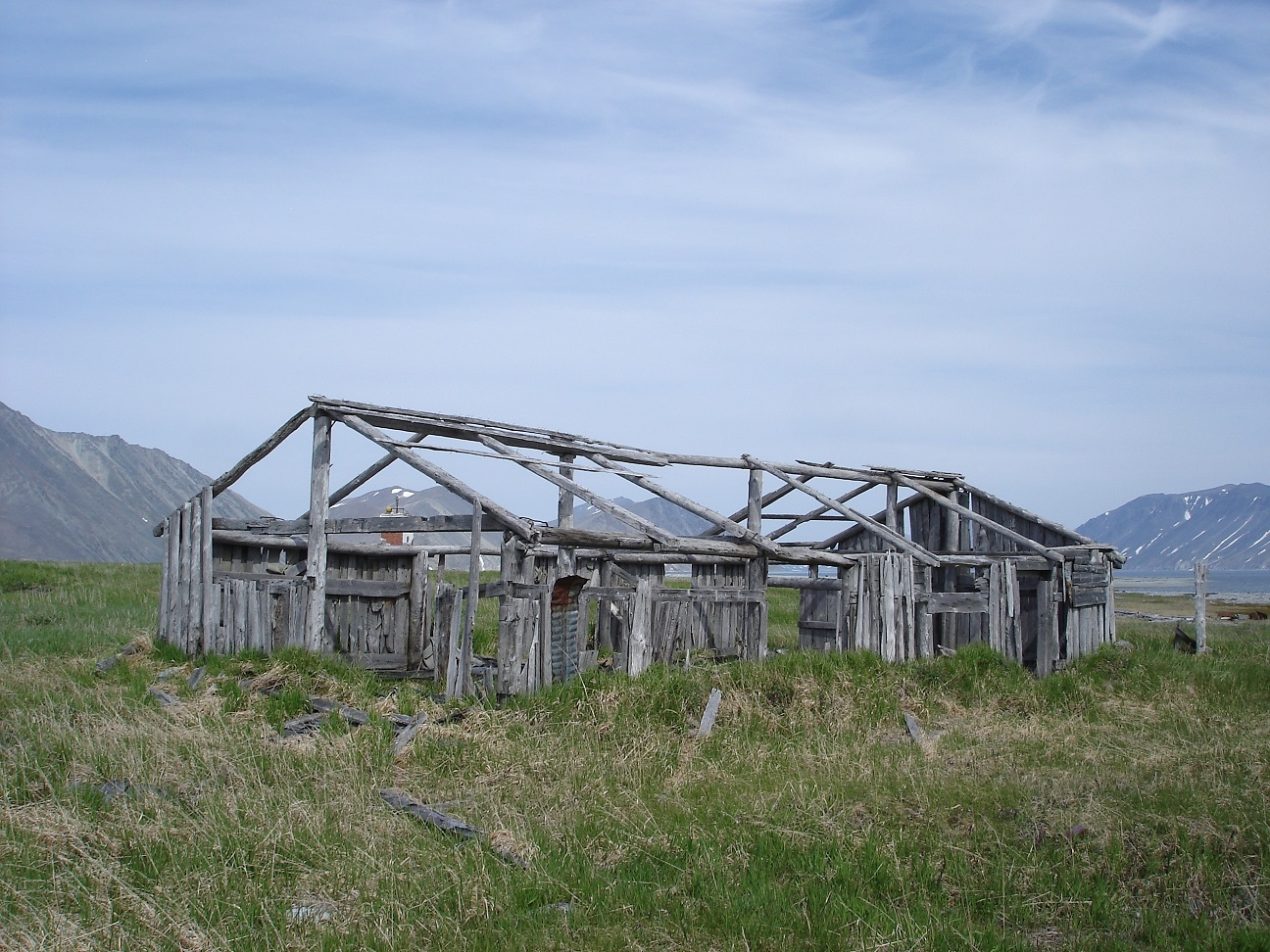
Village abandonné de Dejnevo.

### Institutions culturelles
La Tchoukotka possède en 2018 44 institutions culturelles et de loisirs, 44 bibliothèques, ainsi que 8 musées.

### Personnalités
- Nikolaï Daourkine (1734- ap. 1795), explorateur et interprète, né en Tchoukotka.
- Simon Dejnev